# Дом-музей А. П. Чехова (Москва)
Дом-музе́й А. П. Че́хова — отдел Государственного литературного музея (Государственного музея истории российской литературы имени В. И. Даля), посвящённый жизни и литературной деятельности писателя Антона Павловича Чехова, располагается в Москве в доме на Садовой-Кудринской улице, где драматург проживал со своей семьёй с 1886 по 1890 год. Открытие постоянной экспозиции состоялось 14 июля 1954 года в честь пятидесятилетия со дня смерти Чехова. Коллекция музея, которая начала формироваться с 1912 года, включает личные вещи семьи Чеховых и их окружения, фотографии, предметы мебели, живописи и графики, а также прижизненные издания и архивные документы.

## История

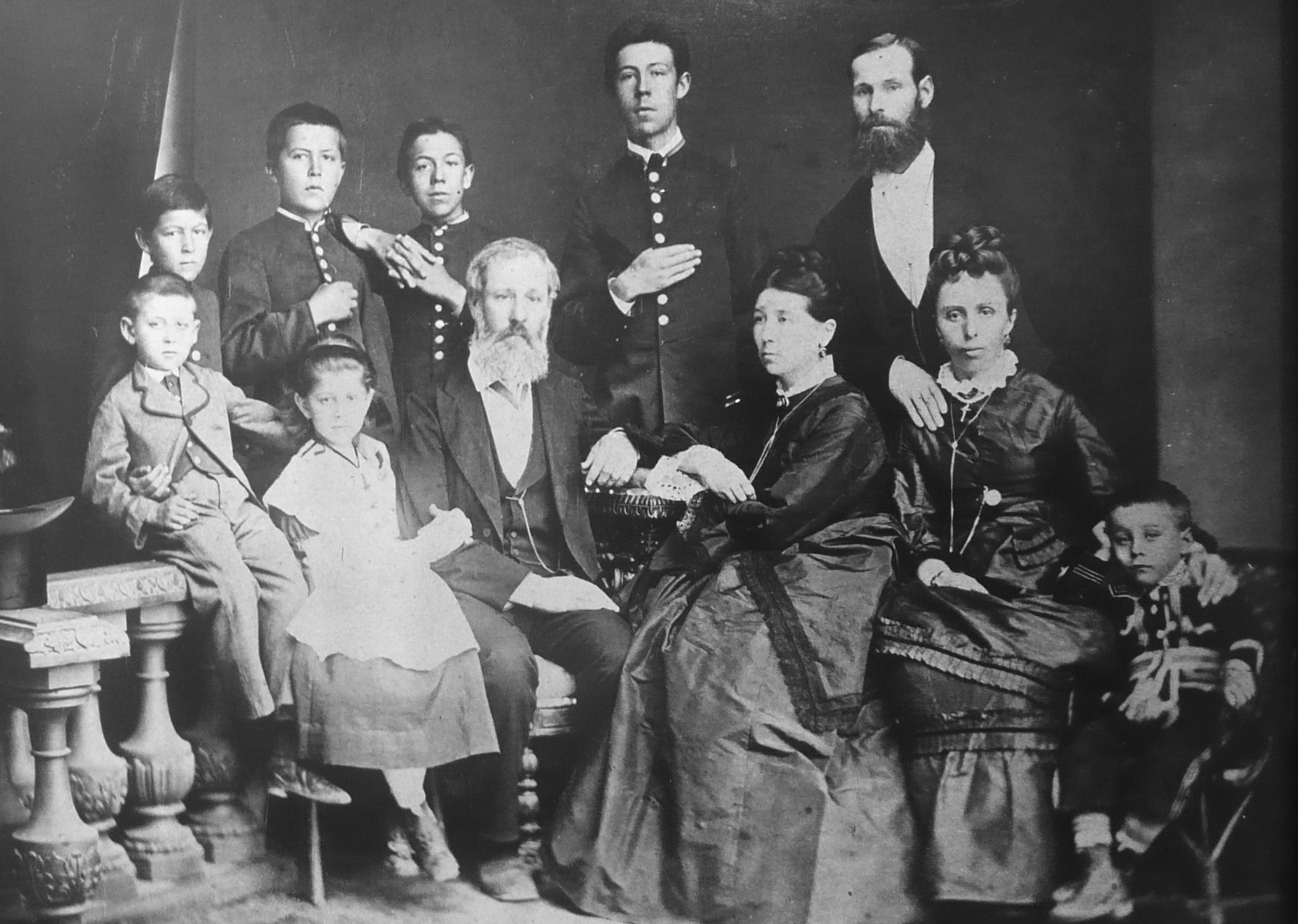
Антон Чехов с семьёй, 1874 год. Слева направо: Иван, Антон, Николай, Александр и Митрофан Егорович. Сидят: Михаил, Мария, родители Павел Егорович и Евгения Яковлевна, Людмила Павловна и её сын Георгий

### Жизнь Чехова на Садовой-Кудринской
Антон Чехов впервые посетил Москву в 1877 году ещё будучи гимназистом. К тому времени его семья уже переехала в первопрестольную — отец писателя разорился и, чтобы спастись от кредиторов, ему пришлось изменить место жительства. С 1877 по 1892 год Чеховы сменили около двенадцати квартир — у отца писателя часто не хватало денег на оплату жилья и владельцы выгоняли семью на улицу. Первым «московским адресом» Чехова стал подвальный этаж дома на улице Грачёвка, где семья проживала до 1879-го. Впоследствии отец арендовал квартиру в неблагополучном районе между Соболевым переулком и крупным Сухарёвским рынком — в этом помещении семейство прожило вплоть до 1885-го. В том же году Чеховы переехали в Замоскворечье на улицу Большая Якиманка, где вначале жили в доме Лебедевой, а затем заняли первый этаж усадьбы кухмистера Петра Подпорина. Он организовывал торжества, проходившие на втором этаже того же здания. В одном из своих писем Чехов так описывал жизнь в доме на Якиманке:
Надо спать. Над моей головой идёт пляс. Играет оркестр. Свадьба. В бельэтаже живёт кухмистер, отдающий помещение под свадьбы и поминки. В обед поминки, ночью свадьба... смерть и зачатие... Кто-то, стуча ногами, как лошадь, пробежал сейчас как раз над моей головой... Должно быть шафер. Оркестр гремит...
В 1886 году семья перебралась в дом № 6 на Садовой-Кудринской улице. По признанию самого писателя это была одна из самых удачных квартир за всё время проживания в Москве. Хозяином дома являлся доктор Яков Корнеев, сдававший квартиру во внутреннем флигеле за 650 рублей в год. В этой пристройке вместе с писателем проживала мать Евгения, сестра Мария и младший брат Михаил. Отец писателя Павел жил в другой квартире вместе с сыном Иваном, однако ежедневно посещал свою семью. Чеховых также навещали и родственники: брат Николай, тётушка Федосья и её сын Алексей. Во дворе жили домашние животные: кот Фёдор и собака Корбо.
Собачка без спины, которую наш Корнеев зовёт геенной, здравствует. Кот Фёдор Тимофеич изредка приходит домой пожрать, всё же остальное время гуляет по крышам и мечтательно поглядывает на небо. Очевидно, пришёл к сознанию, что жизнь бессодержательна.Из писем Антона Чехова к М. Киселёвой
В этот период Чехов заболел туберкулёзом и болезнь начала прогрессировать. Как вспоминал младший брат писателя Михаил Чехов:
Особенно сильно кашлял брат Антон когда мы жили на Кудринской-Садовой... На моей обязанности лежало зажигать в спальне у Антона на ночь лампаду, так как он часто просыпался и не любил темноты. Нас отделяла друг от друга тонкая перегородка, и мы подолгу разговаривали через неё на разные темы, когда просыпались среди ночи и не спали. Вот тут-то я и наслушался его кашля.
В доме на Садовой-Кудринской улице началась литературная карьера драматурга: в это время он написал множество повестей и рассказов, таких как: «Скучная история», «Степь», «Огни» и другие, пьесы «Иванов», «Леший», «Медведь», «Предложение», «Свадьба», «Трагик поневоле», «Татьяна Репина».
Здесь Чехов продолжал медицинскую практику, и вёл приём практически ежедневно: «…принимаю я ежедневно от 12 до 3 часов, для литераторов же мои двери открыты настежь день и нощь».
21 апреля 1890 года писатель покинул Москву и отправился в путешествие на Сахалин и на Восток. 1 мая дом на Садовой-Кудринской покинула и семья, арендовавшая более дешёвую квартиру в доме Дукмасова на Малой Дмитровке. Вернувшись в Москву, драматург поселился уже на новом месте: «Мой московский адрес не корнеевский, а уже новый: Малая Дмитровка, д. Фирганг».

### Здание

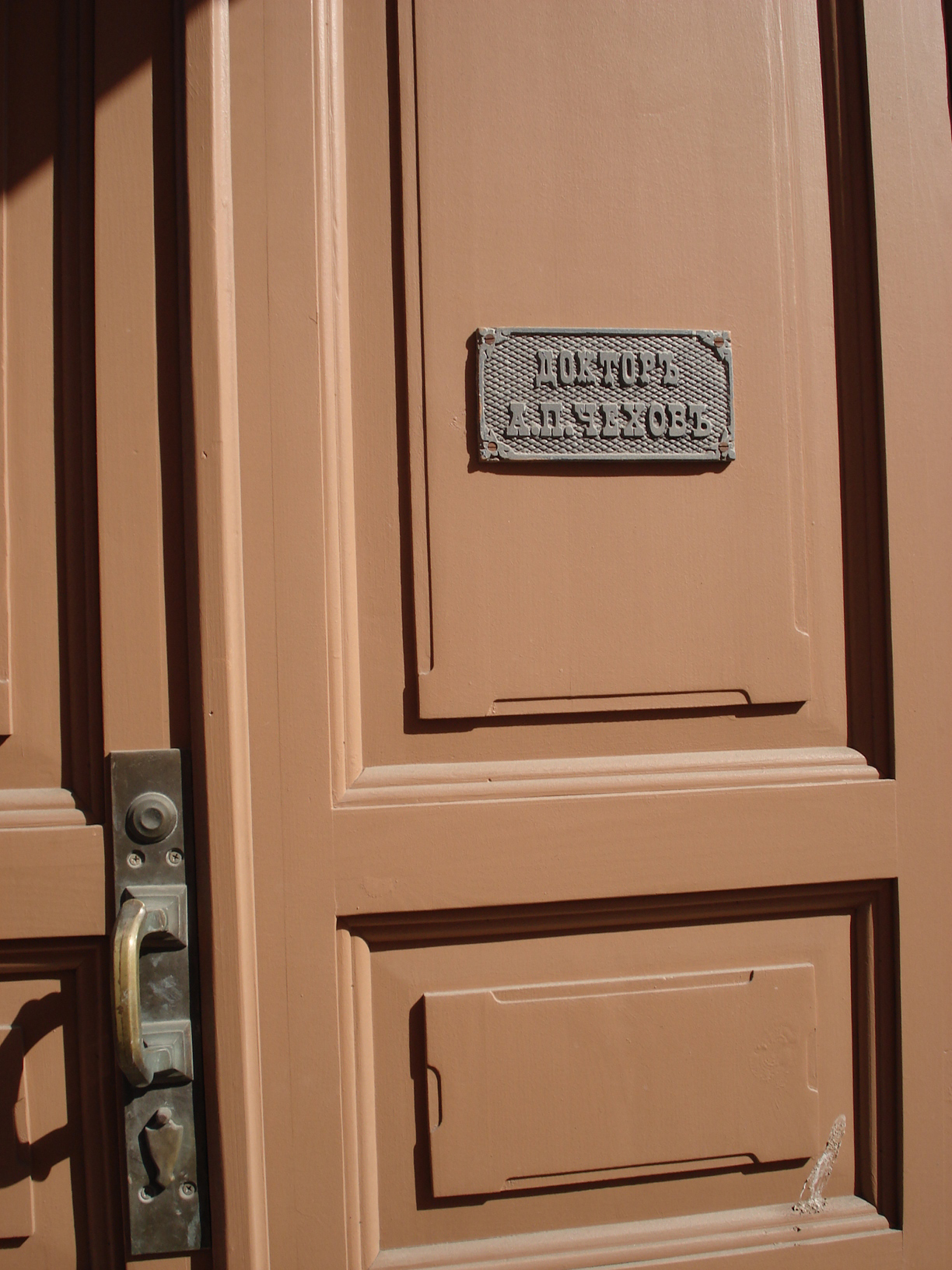
Металлическая табличка на двери музея, 2010 год

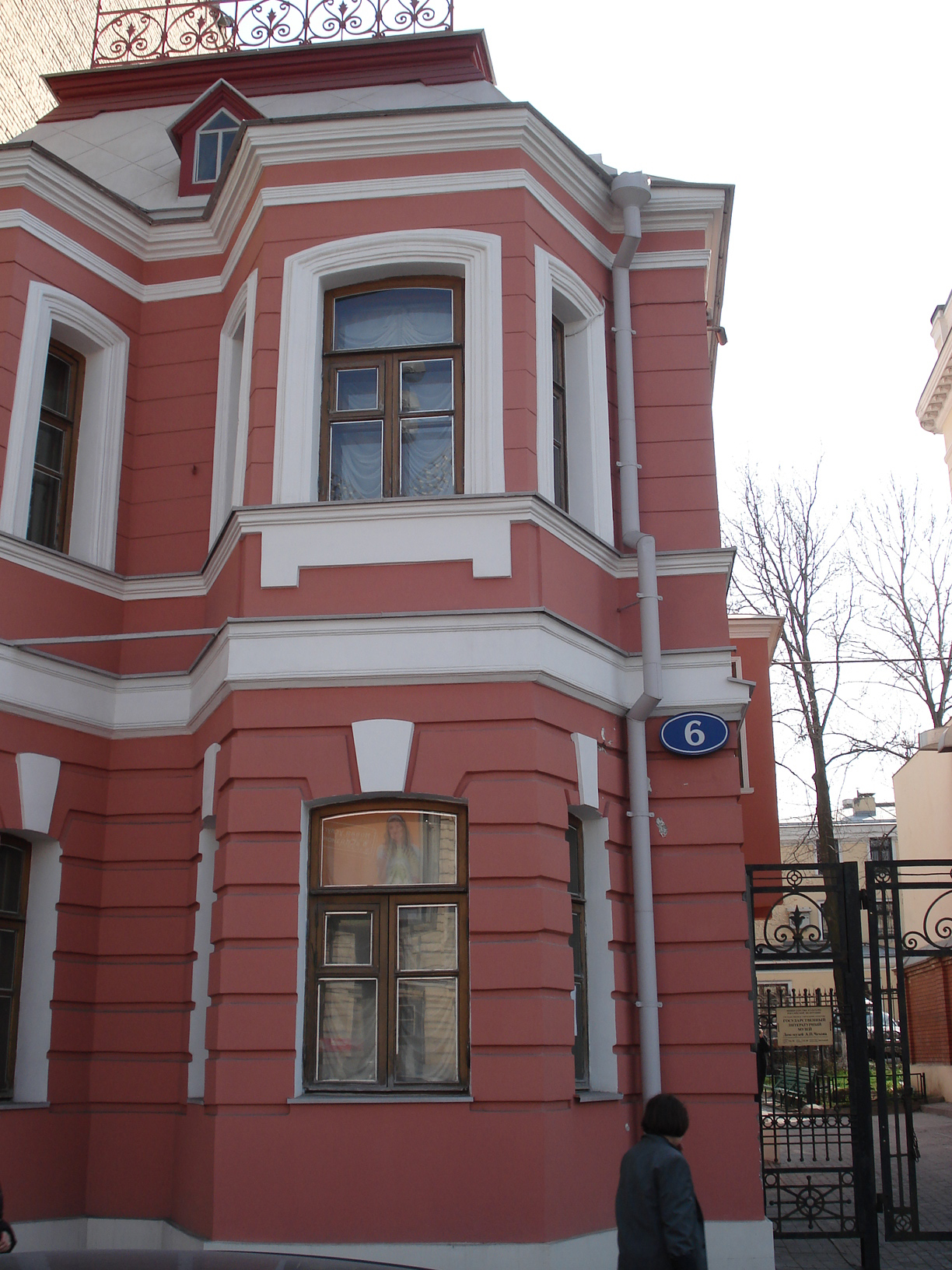
Вид дома с Садовой-Кудринской улицы, 2010 год

Особняк возведён в 1874 году по заказу подполковника Владимира Ростовцева, нанявшего для работы над проектом архитектора Василия Афанасьева. В 1875-м усадьбу приобрёл доктор Яков Корнеев, поселившийся в центральном здании и сдававший боковые корпуса под частный наём.
К особняку примыкают два жилых флигеля: левый был перестроен Афанасьевым ещё в 1873 году из помещений соседней усадьбы Вильгельма Шуберта, а правый, полностью идентичный первому, возведён в 1891-м. Во дворе дома также располагались деревянные хозяйственные постройки: сарай, складские помещения и летняя кухня. До 1890-х годов здание украшали декоративным карнизом, невысокой балюстрадой, рельефными наличниками, а также двумя эркерами — впоследствии балюстрады и наличники были утрачены. Перед домом находился палисадник: его обрамляла деревянная изгородь, за которой росли кусты и деревья. Уже в XX веке часть здания на первом этаже разделили рустиками, а окна фасада значительно видоизменили.
Флигель, в котором в 1886 году поселились Чеховы, представлял собой двухэтажный каменный дом, построенный в шатёрном стиле и украшенный эркерами. Необычная планировка дома с ризалитами, а также красный цвет стен позволяли Чехову называть особняк «комодом»:
Живу в Кудрине, против 4-й гимназии, в доме Корнеева, похожем на комод. Цвет дома либеральный, т.е. красный.

### Гости чеховского дома
Будучи гостеприимным человеком, Чехов всегда собирал вокруг себя большое количество друзей, любивших посещать писателя в его доме на Садовой-Кудринской. «Приходи в воскресенье вечером в „комод“ — весело проведём время» — так драматург приглашал зайти к нему домой. В его квартире бывали в гостях писатели и актёры Владимир Короленко, Алексей Плещеев, Александр Ленский, Владимир Гиляровский, Иван Леонтьев-Щеглов, Александр Лазарев-Грузинский, Дмитрий Григорович, а также архитектор Фёдор Шехтель. Младшую сестру Марию навещали и гимназические учительницы. С одной из них, Лидией Мизиновой, был связан курьёзный случай:
Когда Лика в первый раз зашла зачем-то ко мне, произошёл такой забавный эпизод. Мы жили тогда в доме Корнеева на Садовой-Кудринской. Войдя вместе с Ликой, я оставила её в прихожей, а сама поднялась по лестнице к себе в комнату наверх. В это время младший брат Миша стал спускаться по лестнице в кабинет Антона Павловича, расположенный в первом этаже, и увидел Лику. Лидия Стахиевна всегда была очень застенчивой. Она прижалась к вешалке и полузакрыла лицо воротником своей шубы. Но Михаил Павлович успел её разглядеть. Войдя в кабинет к брату, он сказал ему:
- Послушай, Антон, к Марье пришла такая хорошенькая! Стоит в прихожей.
- Гм... да? – ответил Антон Павлович, затем встал и пошёл через прихожую наверх.

За ним снова поднялся Михаил Павлович. Побыв минутку наверху, Антон Павлович стал возвращаться назад. Миша вскоре тоже спустился, и так это хождение они повторяли несколько раз, стараясь рассмотреть Лику. Впоследствии Лика рассказывала мне, что в тот первый раз у неё создалось впечатление, что в нашей семье страшно много мужчин, которые все ходили вверх и вниз!Из воспоминаний Марии Чеховой
Старший брат Чехова Николай был художником. В 1879-м именно он познакомил писателя с художником Исааком Левитаном, ставшим одним из самых близких друзей Чехова. В знак дружбы Левитан преподнёс драматургу в подарок картины «Река Истра» (1885) и «Дуб и берёзка» (1884). В 1893-м друг семьи Илья Репин решил познакомить Льва Толстого с Чеховым, приехав в дом на Садовой-Кудринской. Однако Репин не знал, что семья Чеховых не жила там уже три года и знакомство двух писателей не состоялось.

### Открытие музея

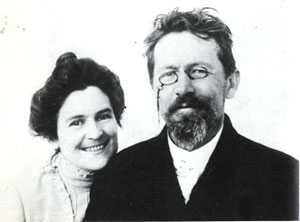
Антон Чехов с женой Ольгой Книппер-Чеховой, 1901 год

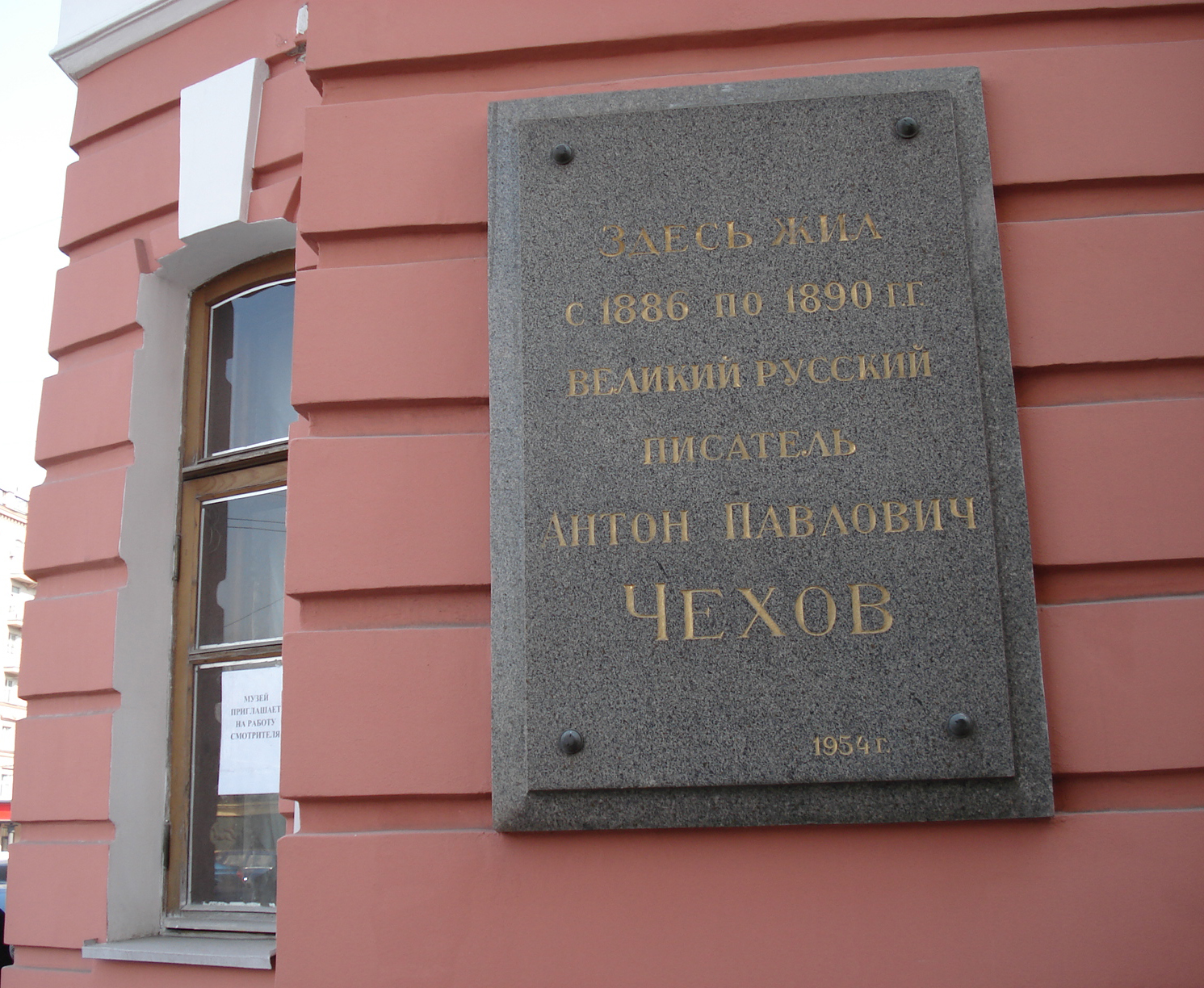
Мемориальная табличка на фасаде здания, 2010 год

Первый музей памяти Антона Чехова открылся в 1912 году по инициативе родственников писателя в доме Пашкова. Руководство библиотеки Румянцевского музея выделило помещение под
литературную экспозицию, названную «Чеховской комнатой». В 1921-м по инициативе Е. Э. Лейтнеккера был организован Московский государственный музей имени А. П. Чехова. В 1934 году чеховская коллекция вошла в состав фондов Государственного литературного музея . Музей открылся в 1954-м в честь пятидесятилетия со дня смерти писателя. На торжественной церемонии присутствовали советские деятели науки и культуры, а также родственники писателя: вдова Ольга Книппер-Чехова и племянник Сергей Чехов.

## Экспозиция
Организация экспозиции

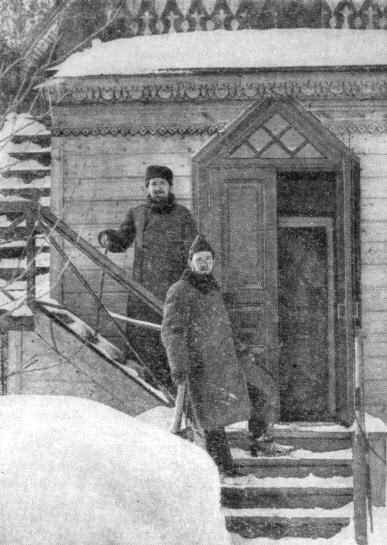
Антон и Михаил Чеховы, 1895 год

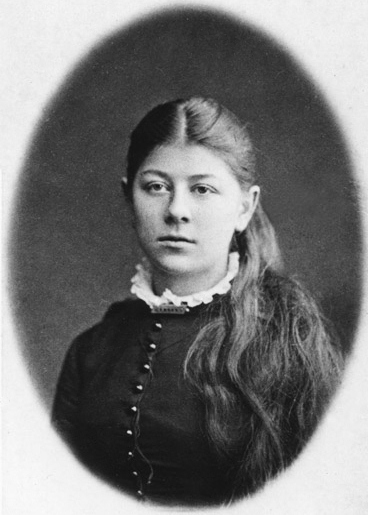
Фотография Марии Чеховой, 1882 год

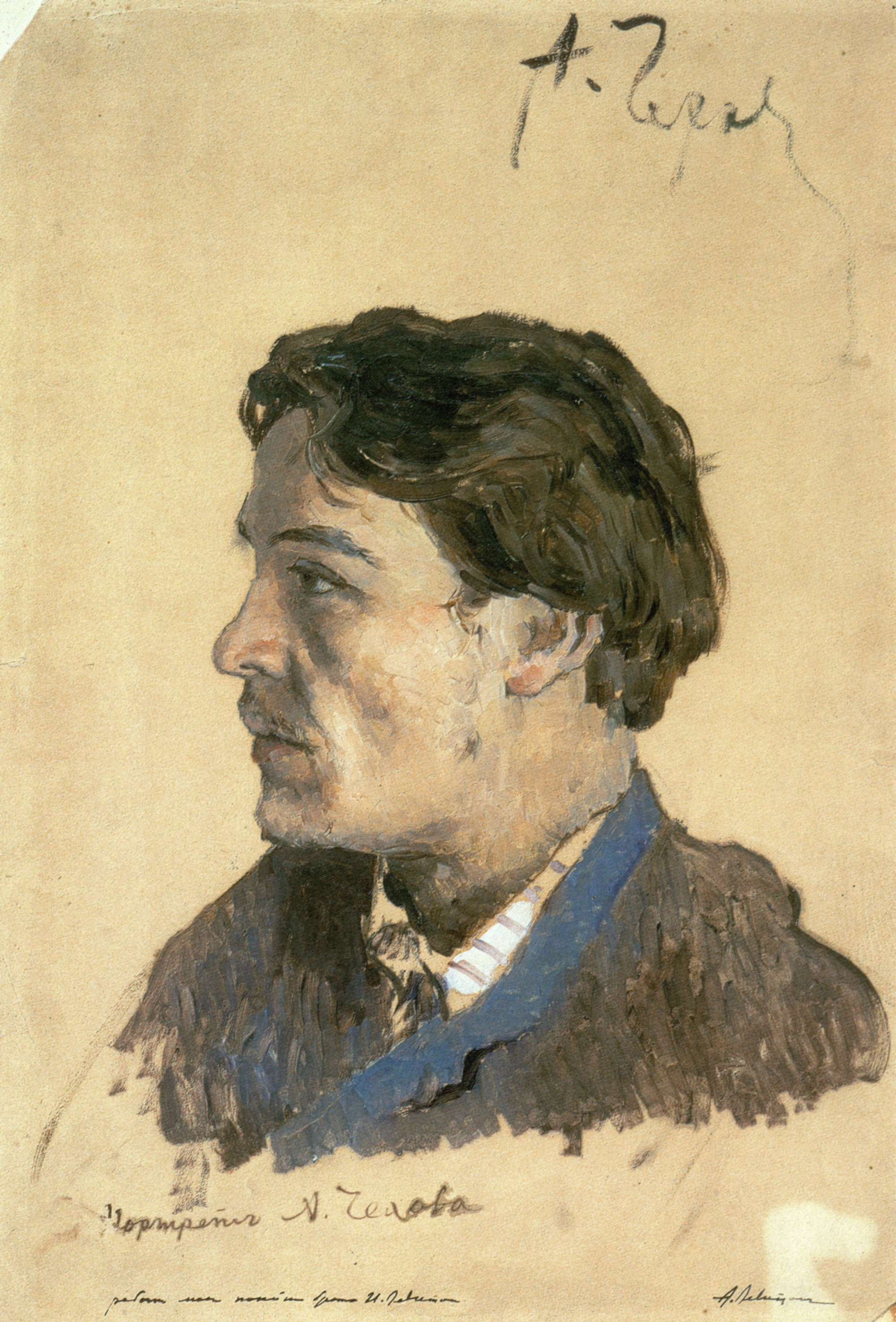
Портрет Антона Чехова работы Исаака Левитана, 1885 год (Государственная Третьяковская галерея)

В основе музейной коллекции лежат документы и материалы из личного архива писателя и его семьи. Экспозиция построена по мемориальному принципу: в большинстве комнат исторические интерьеры были восстановлены по рисункам Михаила и Марии Чеховых, а в остальных помещениях располагаются литературная экспозиция.
Прихожая
Напротив главного входа находится небольшая прихожая, откуда ведёт лестница на второй этаж. Слева висит деревянная вешалка, а у окна размещён глубокий подоконник, использовавшийся для хранения вещей. Деревянная лестница была украшена как в большинстве усадебных домов XIX века: закреплённая прутьями красная ковровая дорожка покрывала ступени, в то время как перила были обтянуты красным бархатом, прибитым медными гвоздями.
Кабинет и спальня Антона Чехова
Из прихожей можно попасть в личные комнаты писателя, располагающиеся на первом этаже и изолированные от остальной части дома. Кабинет Чехова представляет собой большую комнату с выходящими во двор двумя окнами. Стены помещения оклеены тёмно-зелёными обоями. Двор дома был плотно засажен деревьями, так что сквозь листву в комнату проникало мало солнечного света. Использовавшаяся для отопления в зимние периоды кафельная печь стояла в левом углу, рядом — письменный стол писателя. Чехов намеренно разместил рабочее место в глубине комнаты: перед низко расположенными окнами постоянно мелькали ноги людей, что отвлекало драматурга от работы. В то же время писатель любил работать в шумной обстановке — присутствие людей помогало ему концентрироваться:
Посидите. Я скоро кончу. Потолкуем, говорил он. В кабинете открытые полки с книгами тянулись до самого потолка; возьмёшь одну из книг и уйдёшь с головой в чтение, а Чехов у письменного стола уходит с головой в письмо.Александр Лазарев-Грузинский
НВ кабинете — личные вещи драматурга: подсвечники в виде драконов, рыболовные принадлежности, а также чернильница с фигуркой лошади, подаренная писателю благодарными пациентками. Над столом висят портреты актёров Константина Варламова , Владимира Давыдова и Павла Свободина, сыгравших главные роли в постановках чеховских пьес. Посреди кабинета стоит стол с плюшевой скатертью и керосиновой лампой, а стены украшают фотографии близких друзей писателя и несколько пейзажных картин. В этом кабинете Чехов ежедневно принимал пациентов: получив звание уездного врача в 1884 году от одного из ведущих хирургов XIX века Николая Склифосовского, писатель практиковал медицину до последних дней своей жизни.
Он [Чехов] всё сидит, пишет, пишет, пишет. Нет дня, когда бы он не писал... Порой, если нет [медицинской] практики, он по целому дню носу не показывает на улицу. Ужасный архитруженик.Александр Лазарев-Грузинский
В находящейся по соседству спальне Чехова есть только одно окно, выходящее на Садовую-Кудринскую улицу. Однако, в отличие от кабинета, спальня была достаточно светлой. У стены стоит железная кровать с шерстяным одеялом и двумя большими подушками, на одной из которых надета наволочка, вышитая матерью драматурга. Над кроватью висит народная плахта, привезённая писателем из поездки по Украине, а у окна расположен второй письменный стол, за которым Чехов работал, когда в кабинете становилось слишком темно. На его поверхности стоят подсвечники, лампа и стопка книг. На стенах спальни висят картины его брата Николая, в частности детские портреты дочери знакомых Ани Маевской и крестьянского мальчика, выполненные в 1880 году. Из личных вещей писателя здесь представлены университетский значок, гобой-мюзет, портфель, жилет, верхняя рубашка, кепка, а также лента от венка с последней прижизненной постановки чеховской пьесы.
Комната Михаила Павловича Чехова
По соседству с личными комнатами писателя находилась спальня Михаила Чехова. На момент проживания в этой квартире Михаил был студентом юридического факультета Московского университета. В комнате представлены кровать, подлинный письменный стол, личные вещи М. П. Чехова, а также его акварели.
Гостиная
По ведущей на второй этаж лестнице посетители музея попадают в гостиную, располагающуюся слева от площадки. Здесь полностью восстановлены интерьеры чеховского времени: стены оклеены светлыми обоями, а окна украшены лиловыми ламбрекенами. Между ними висят круглые часы, а на подоконниках стоят азалии, фикусы и кактусы. У правой стены находятся диван и овальный стол с бархатной скатертью, на котором размещены фарфоровая лампа, альбом с семейными фотографиями и пепельница. Слева расположено пианино, над которым висит пейзажная картина. Полы гостиной украшают ковры с геометрическим орнаментом. Во времена Чехова в гостиной также стоял аквариум с рыбками, за которыми писатель любил наблюдать в свободное время. Как вспоминал Александр Лазарев-Грузинский:
Указав на аквариум, пианино и мебель, Чехов сказал мне: «Хорошо быть литератором... Это всё дала мне литература». Но когда я с некоторым почтением взглянул на вещи, данные литературой, Чехов рассмеялся и пояснил, что пианино взято им напрокат, а часть мебели принадлежит его брату Николаю. Кажется, это была в некотором роде литературная мебель.
Мебель в гостиной Чехова действительно принадлежала бывшей издательнице журнала «Будильник», которая, разорившись в 1883 году, выплатила гонорар своим сотрудникам собственной мебелью. В то время на неё работал старший брат писателя Николай Чехов, подаривший гарнитур своей семье. В книжных шкафах хранятся семейная библиотека, фотографии близких друзей, а также художественные портреты Антона Чехова, среди которых выделяется работа художника Валентина Серова. В экспозицию гостиной входят фотокарточки с автографами и коллекция книг, подаренная Чехову букинистом Николаем Свешниковым.
Комната Марии Чеховой
Гостиная переходит в комнату Марии Чеховой, работавшей преподавателем истории в женском учебном заведении Людмилы Ржевской. Помещение разделено на две части выступающими окнами и кафельной печью: в одной части располагался кабинет, а в другой — спальня Марии. В кабинете экспонируется письменный стол и диван, а в спальне кровать и маленькие прикроватные столики. Посередине объединённых комнат стоит мольберт, за которым Чехова рисовала наброски и пейзажи.
Столовая
В столовой проходили семейные обеды и званые вечера семьи Чеховых. Стены оклеены светло-жёлтыми обоями, зрительно увеличивающими пространство, а в центре стоит большой обеденный стол с расставленными вокруг венскими стульями. В левом углу комнаты также расположены кафельная печь, используемая для обогрева помещений, и буфет с керосиновой лампой на нём. На стенах гостиной висят географическая карта России, а также художественные работы Николая Чехова.
Послеобеденное время семья зачастую проводила вместе. Михаил Чехов так описывал один из вечеров:
Сейчас же после обеда, когда Машета [Мария Чехова], утомлённая разливанием супа да раскладыванием по тарелкам жаркого, разваливается на своей кушетке, а Антоша и Ваня садятся против неё у горячей печки и начинают раскуривать свои папиросы, – я хватаю милого Иваненку за бока, усаживаю его за пианино и под его аккомпанемент начинаю петь. Иваненко играет и морщится, Антон улыбается, а Машета умоляет меня перестать. «Надоел! Просто душу на части рвёт твой гадкий голос!» – кричит она из своей комнаты, а я всё пою и пою. Пою до тех пор, пока с натуги не начнут ныть глаза. «Ну, голос», – говорит Иваненко, глядя мне в глаза, и укоризненно... мотает головой.
Комната Евгении Чеховой
Столовая прилегает к комнате матери писателя Евгении Чеховой. Здесь не были воссозданы исторические интерьеры ввиду отсутствия сохранившейся подлинной мебели, а также подробного описания комнат. В стенах этого помещения экспонируются прижизненные издания Чехова, а также архивные документы, связанные с его литературной деятельностью.

## Фотогалерея

Интерьеры дома-музея А. П. Чехова
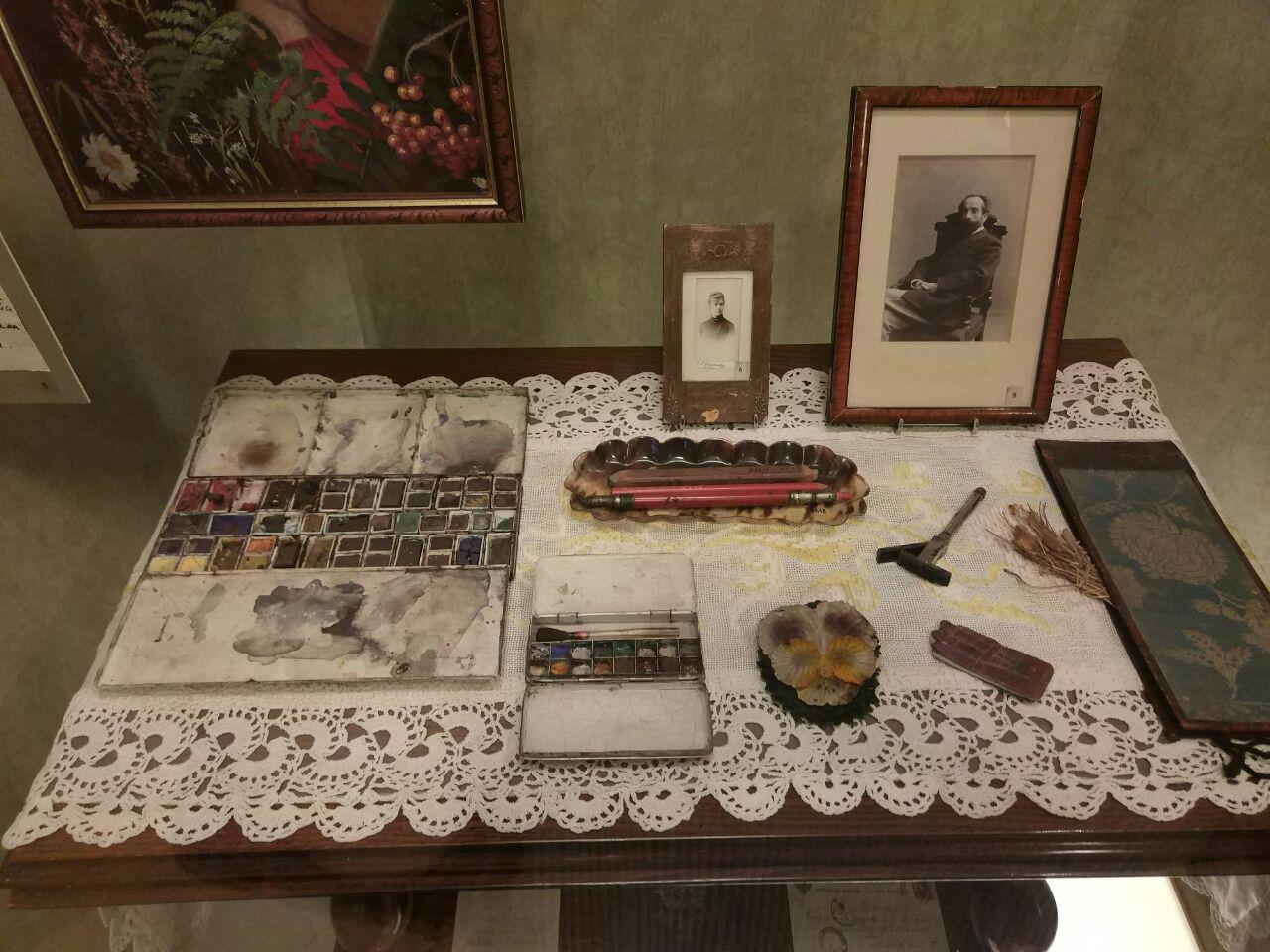
Экспозиция дома-музея, 2018 год
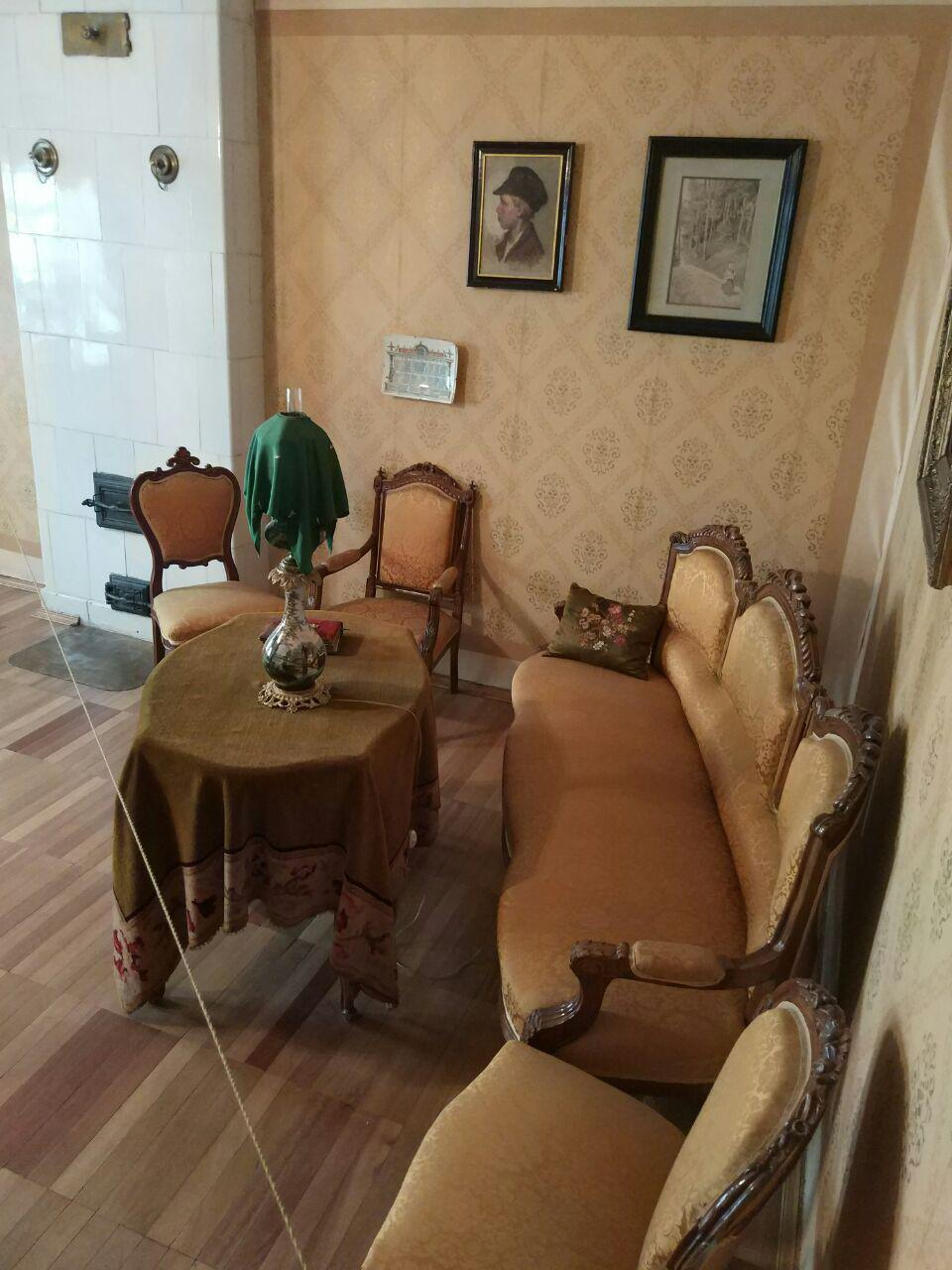
Интерьеры гостиной, 2018 год
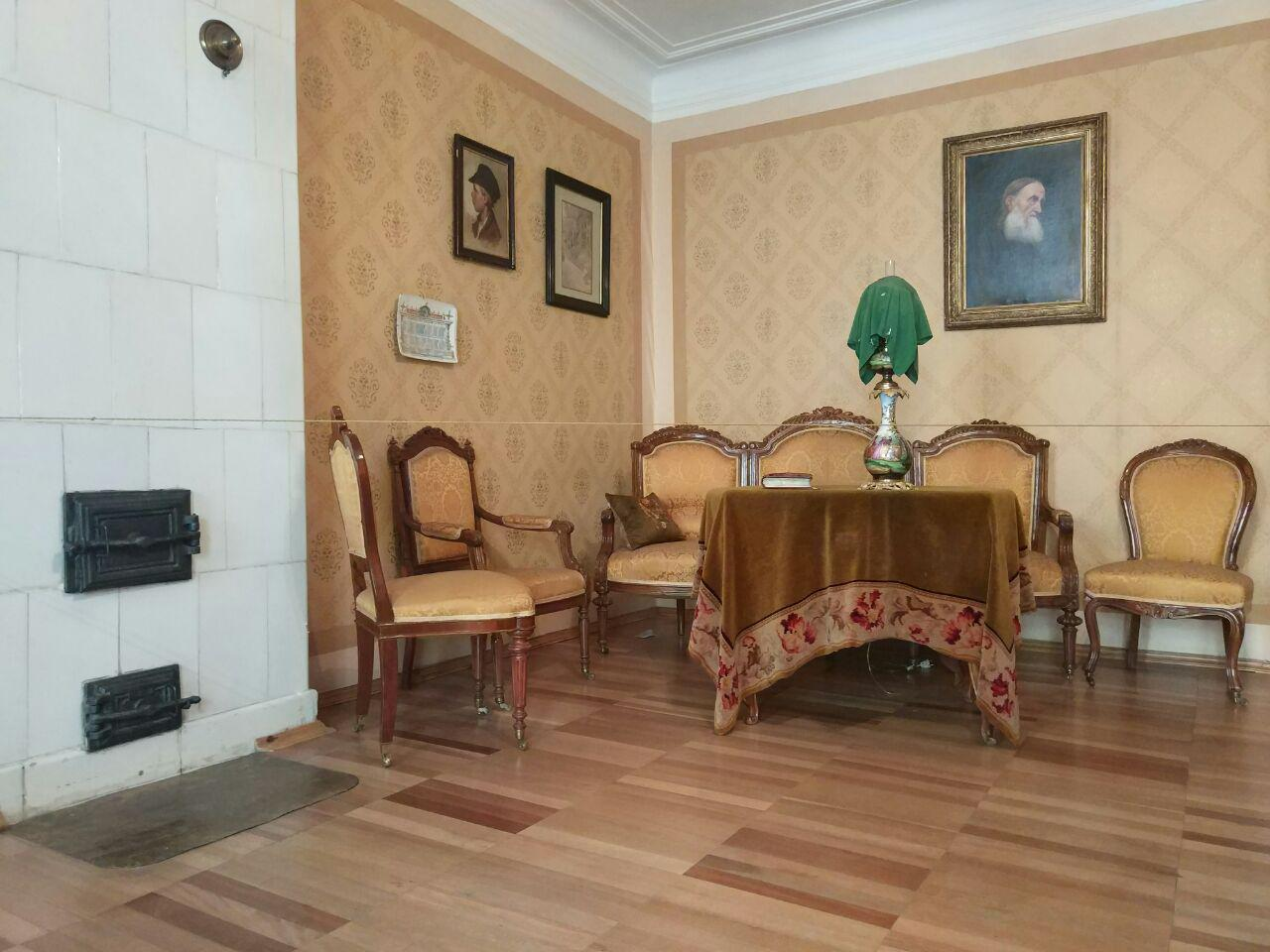
Гостиная, 2018 год
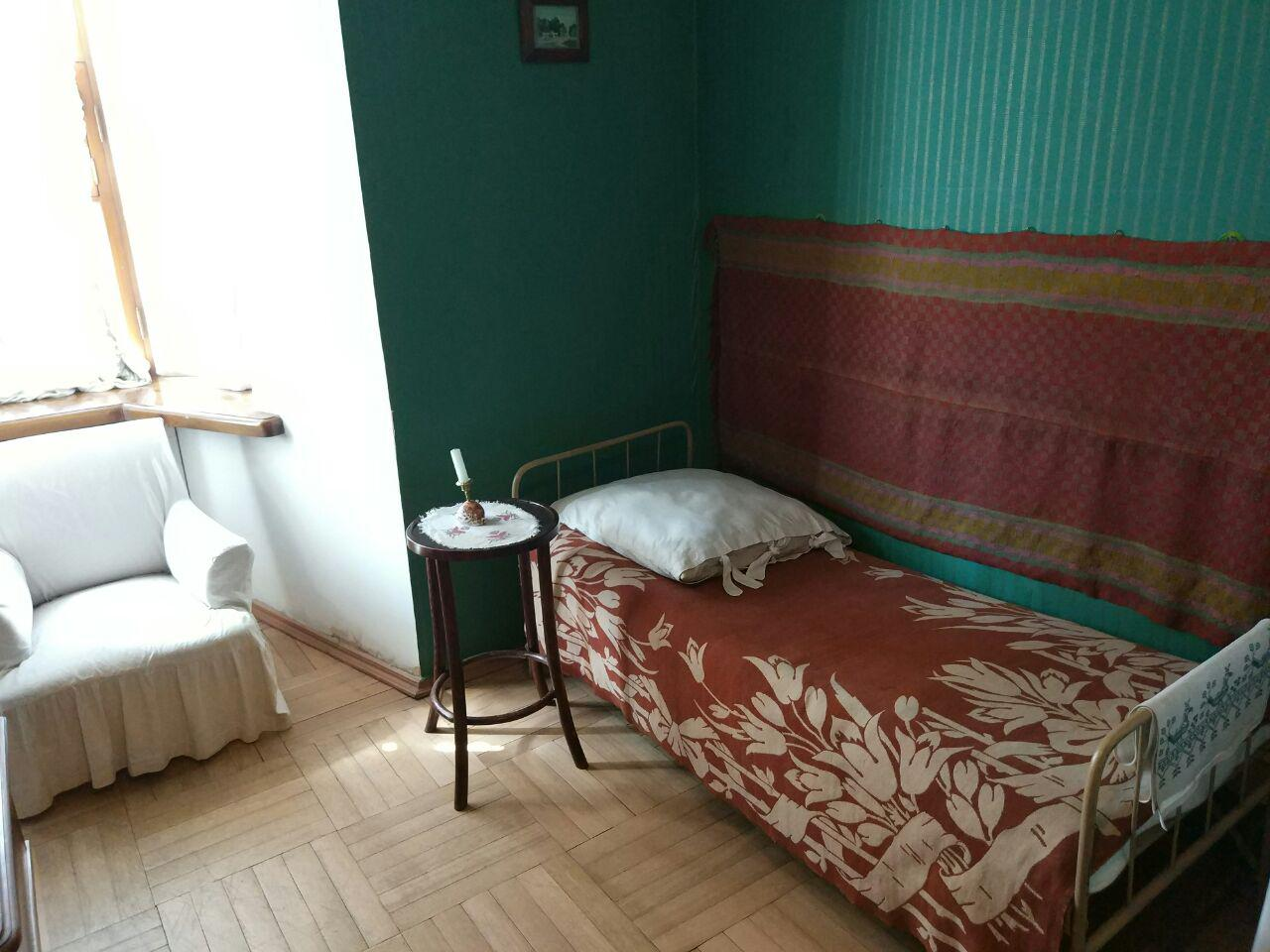
Комната М.П.Чехова, 2018 год
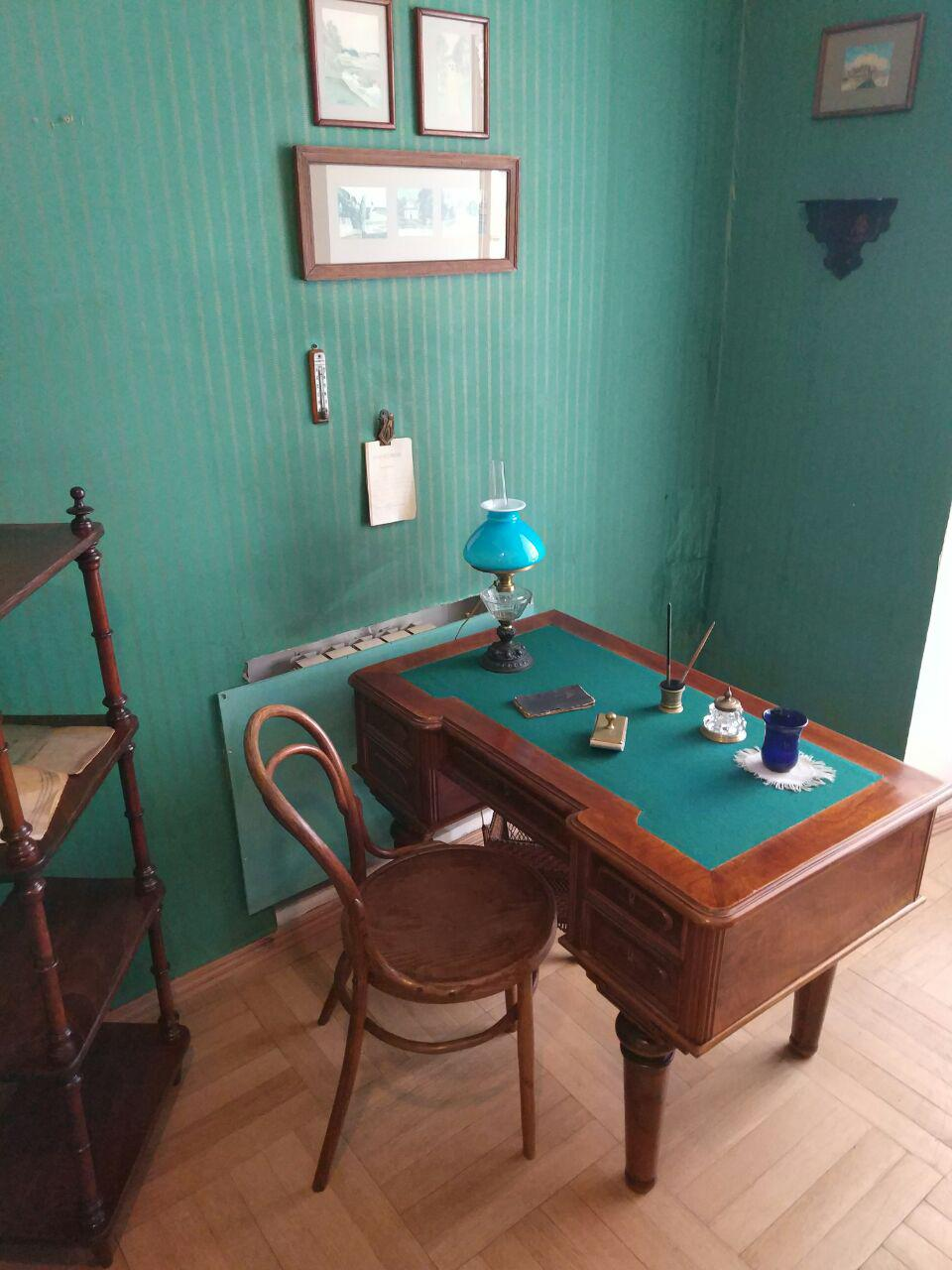
Комната М.П. Чехова, 2018 год
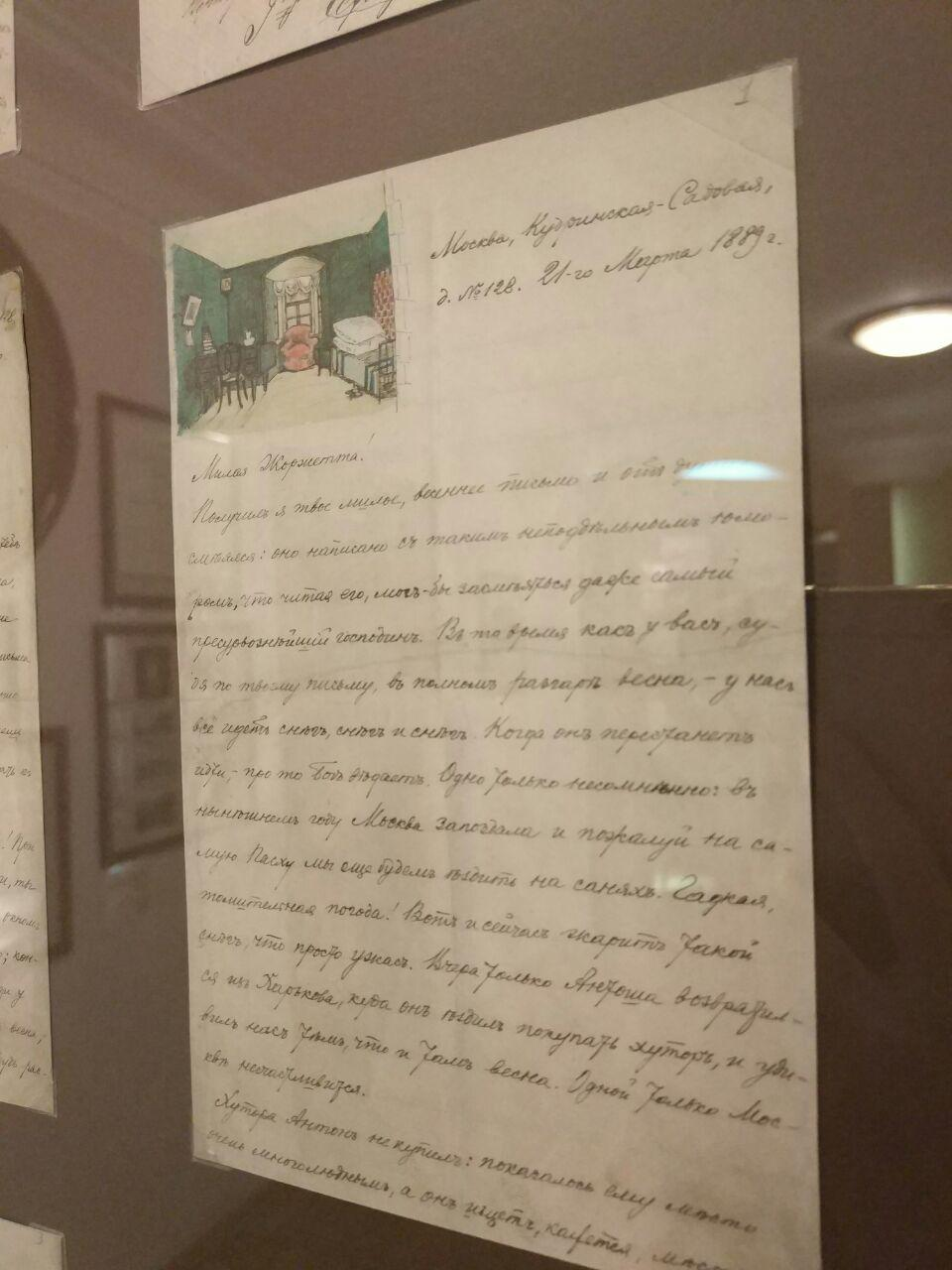
Письмо М.П. Чехова Г.М. Чехову с рисунками интерьеров дома (1889)
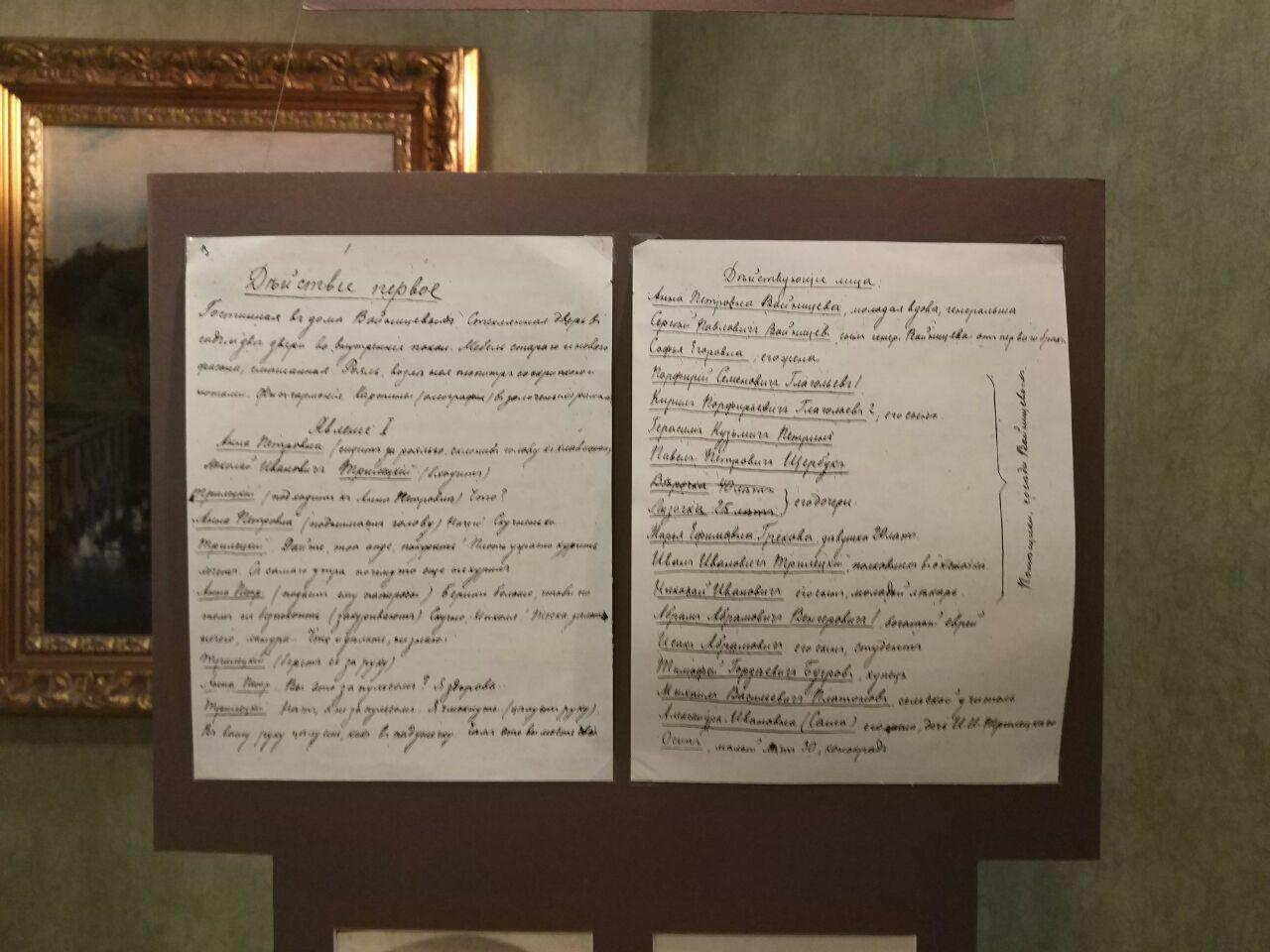
Рукопись «Пьесы без названия», 2018 год
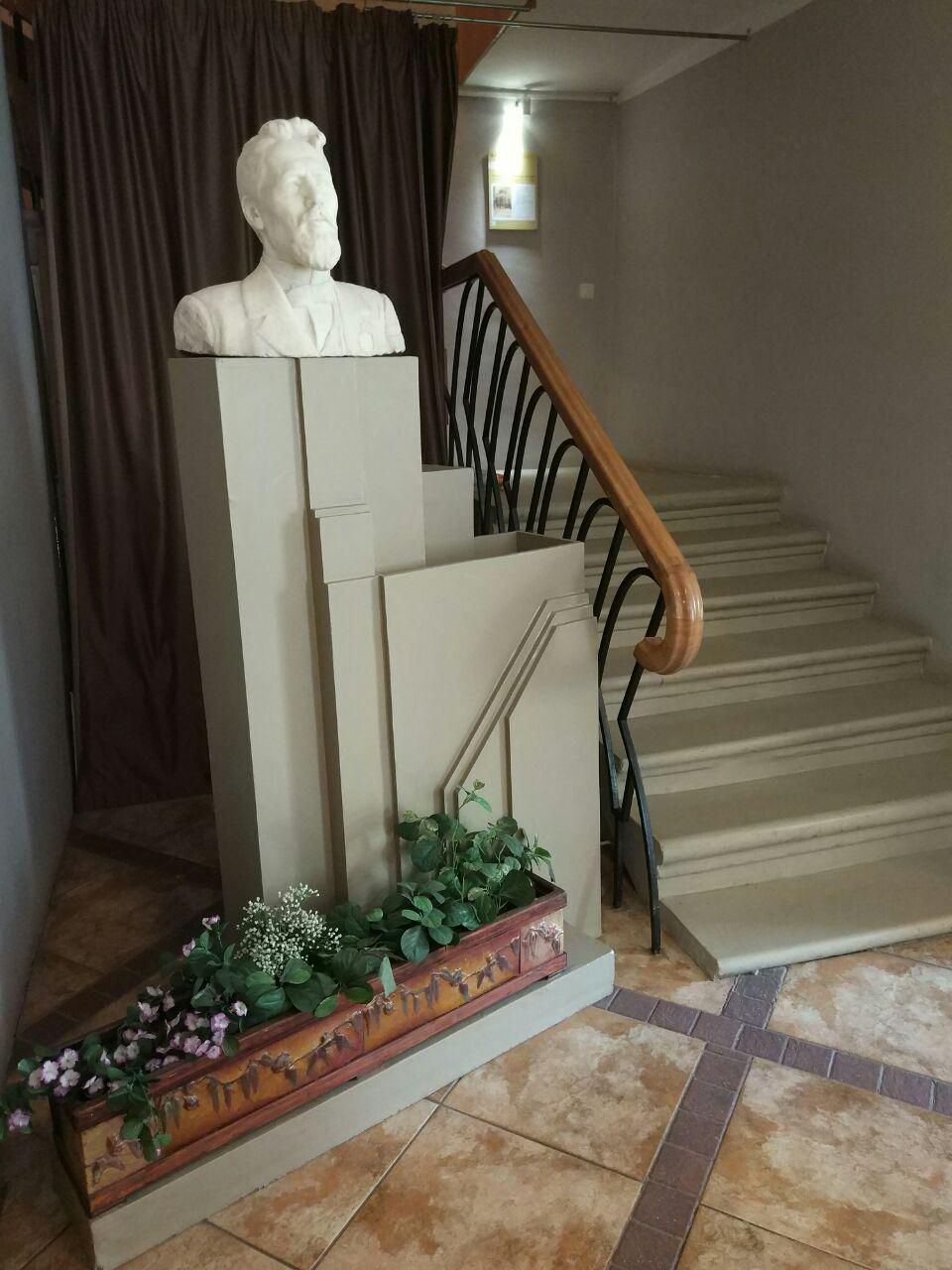
Бюст А.П. Чехова работы С.Т. Конёнкова (1908) в вестибюле музея, 2018 год
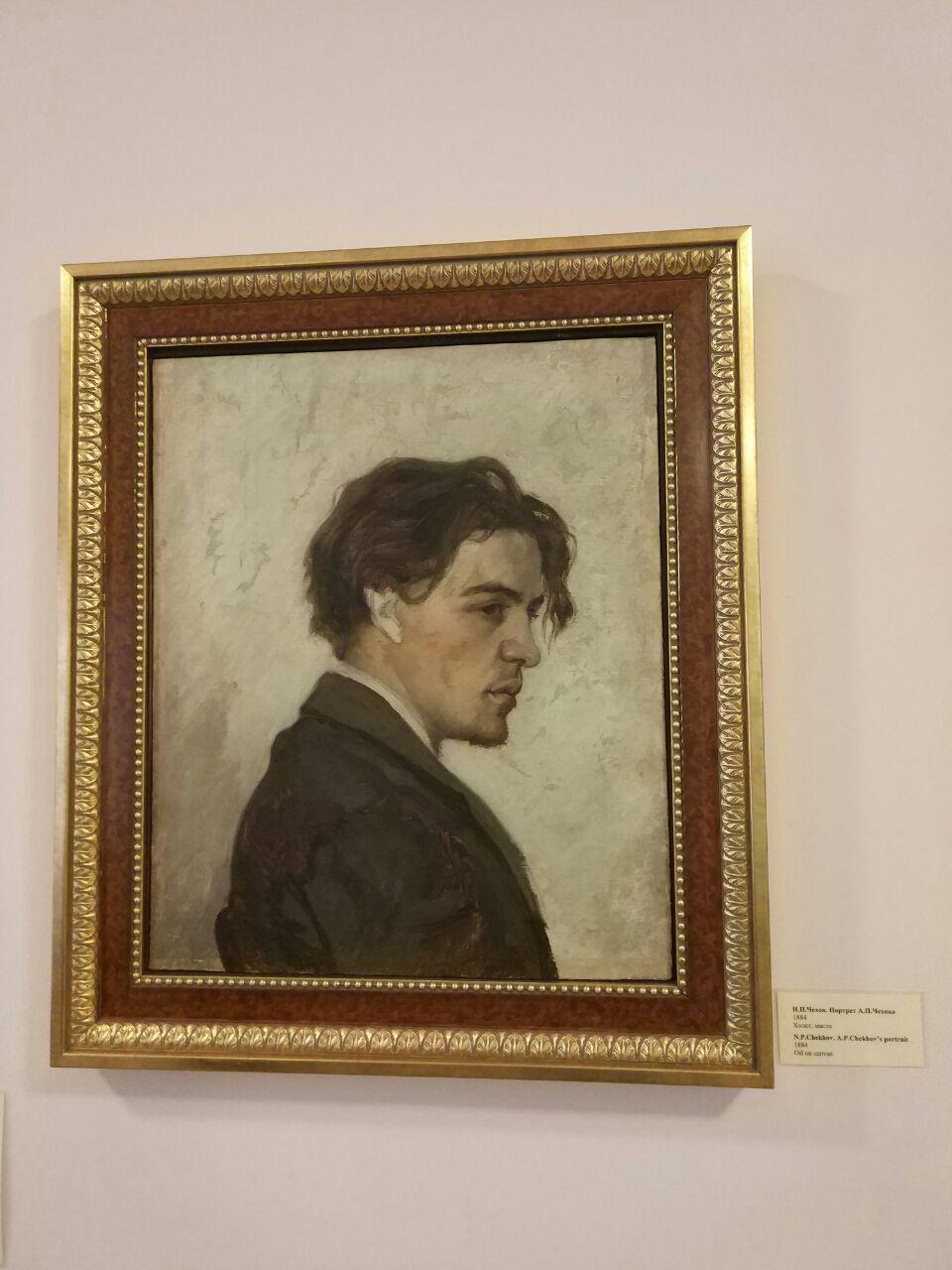
Портрет Антона Чехова работы старшего брата Николая (1884) в первом зале литературной экспозиции, 2018 год
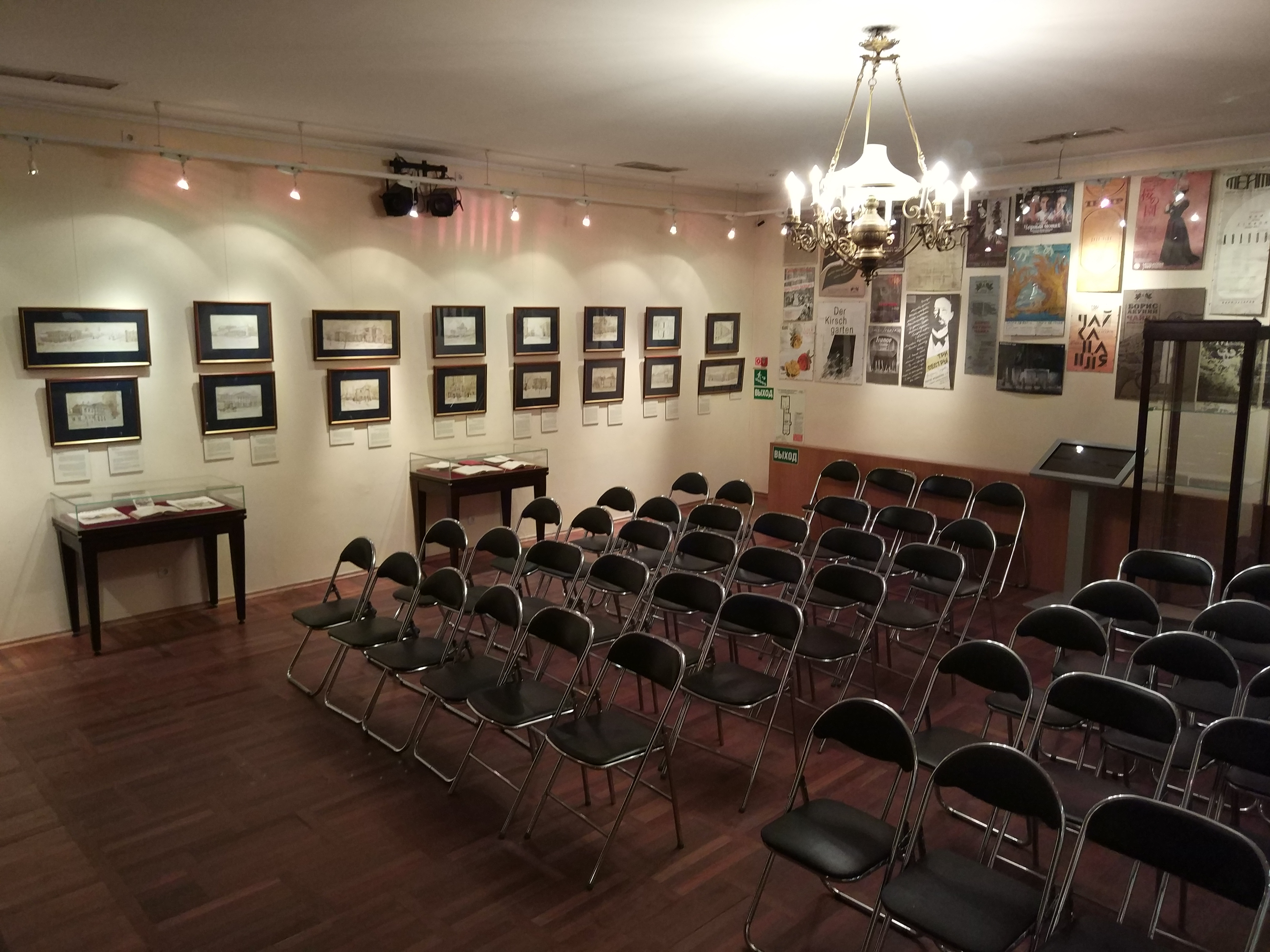
Театрально-выставочный зал в музее, 2018 год
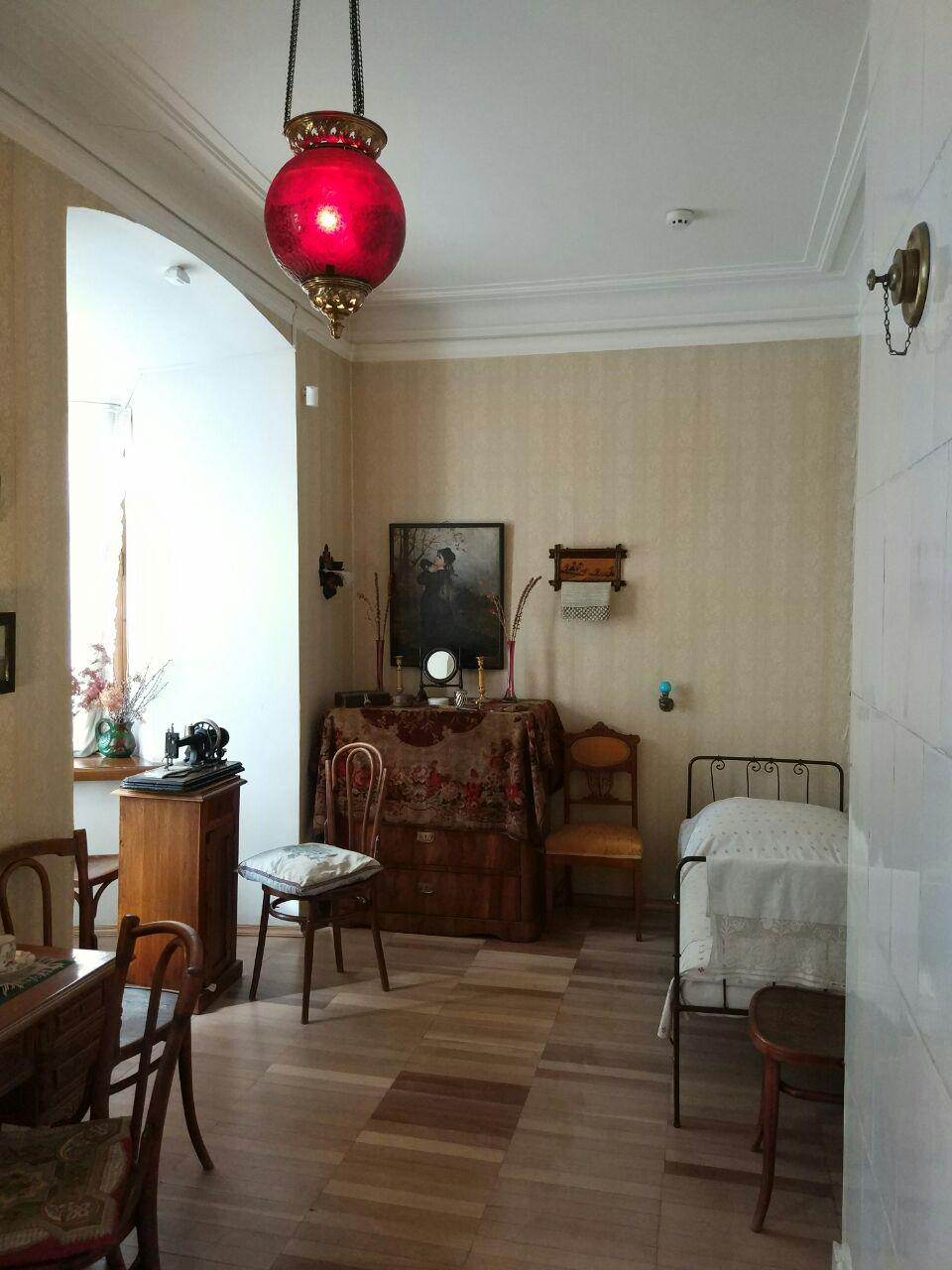
Комната Марии Чеховой, 2018 год
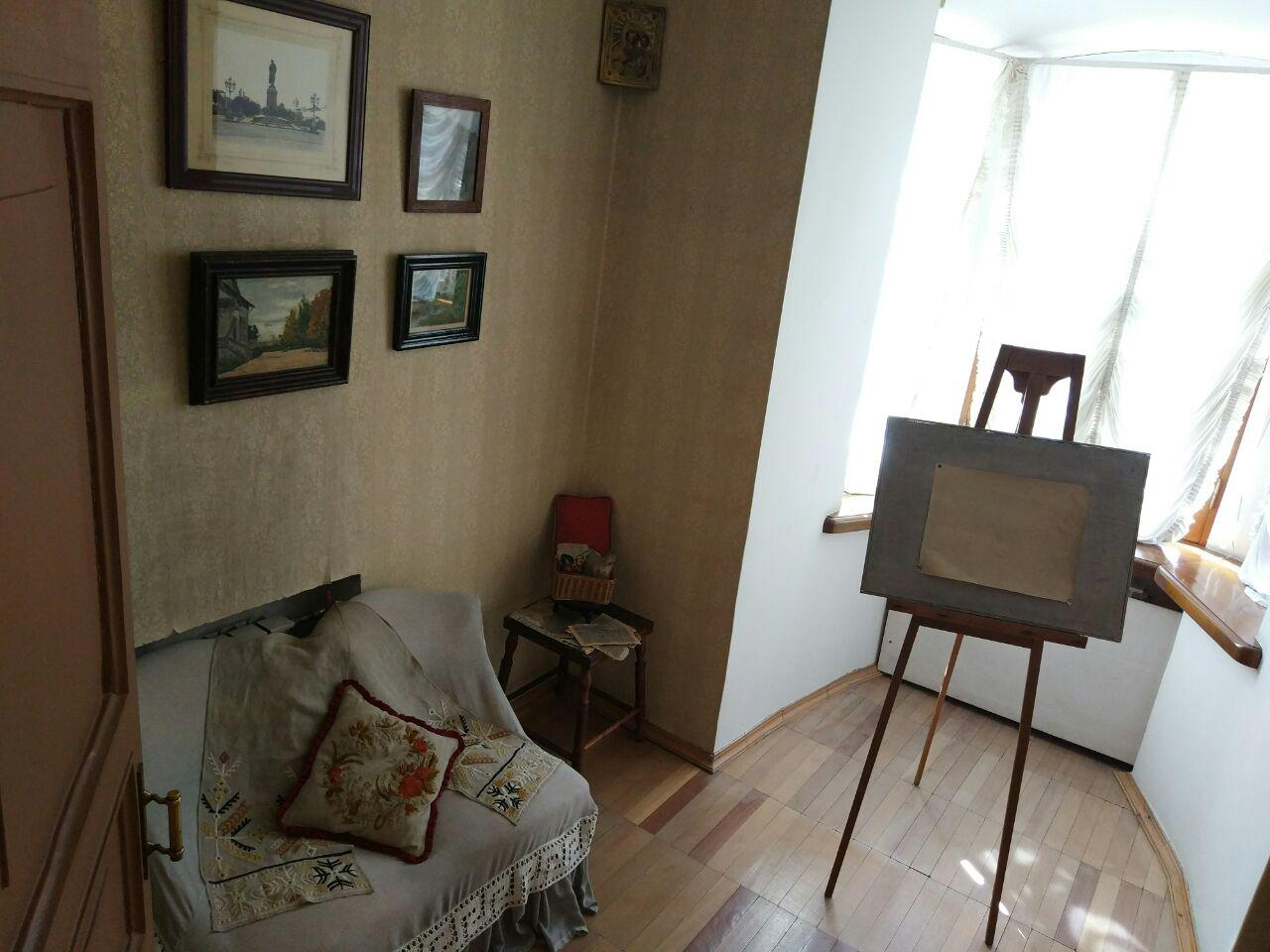
Комната Марии Чеховой, 2018 год
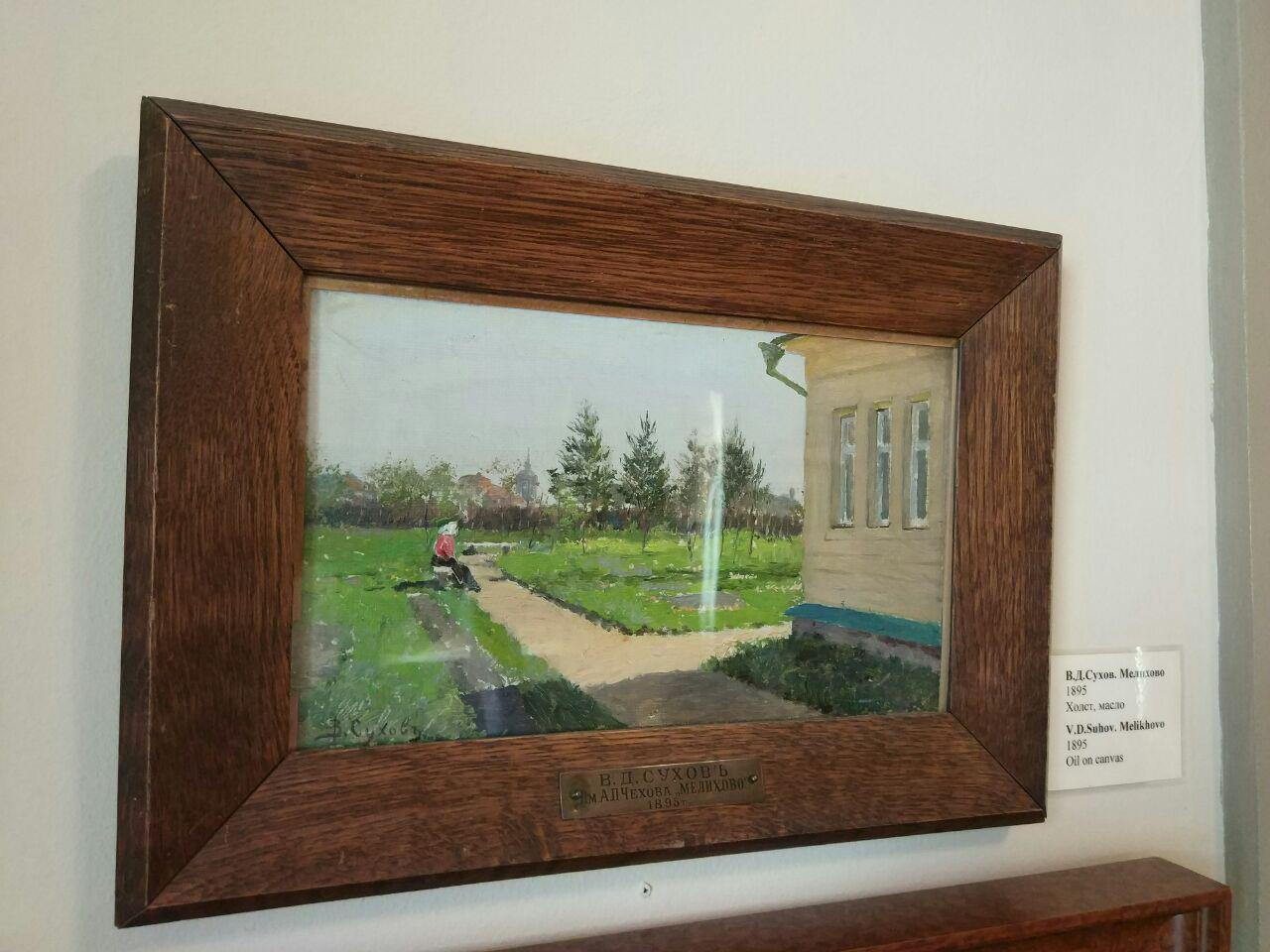
Картина Владимира Сухова «Мелихово» 1895 года
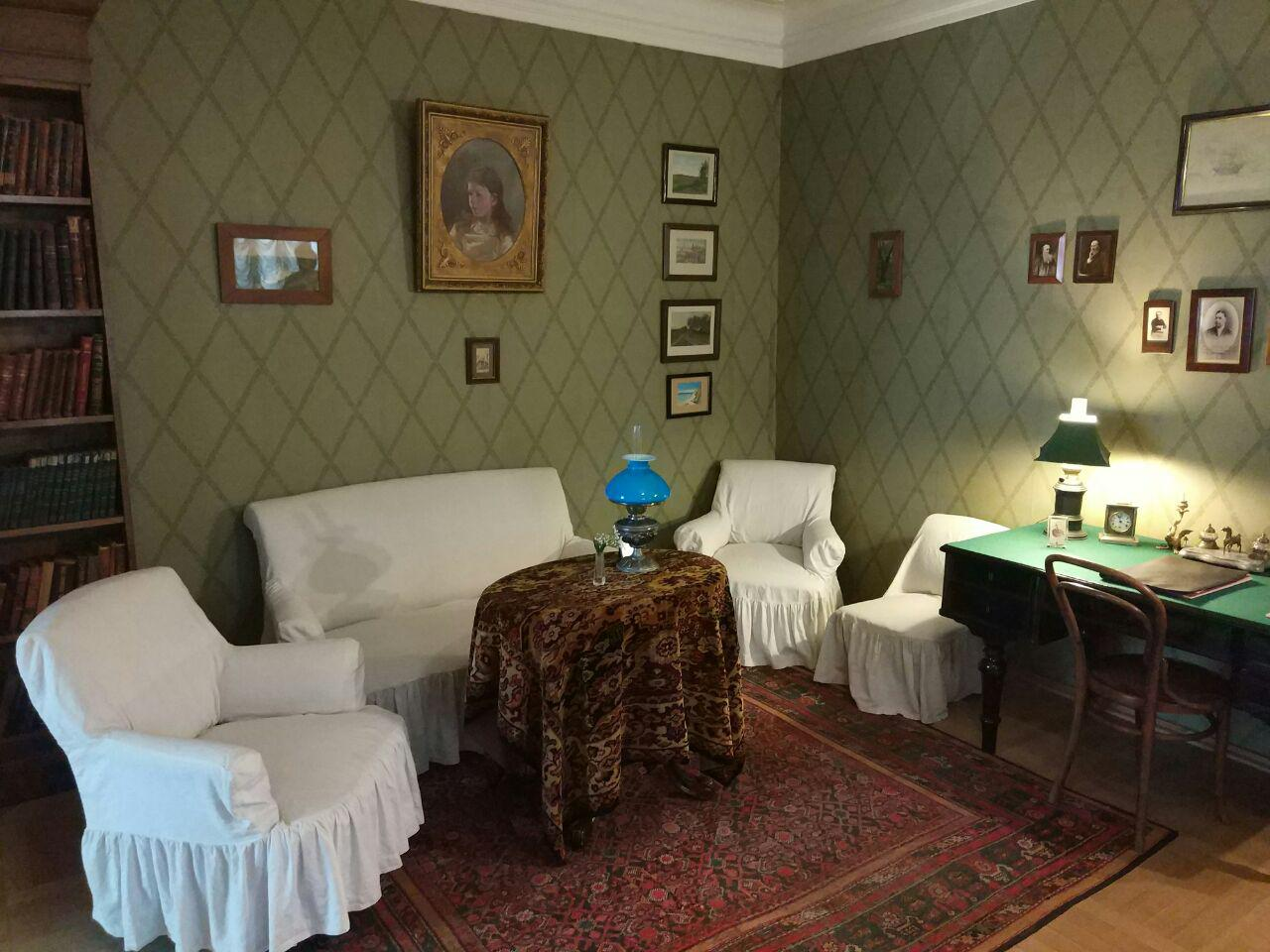
Кабинет А.П. Чехова, 2018 год
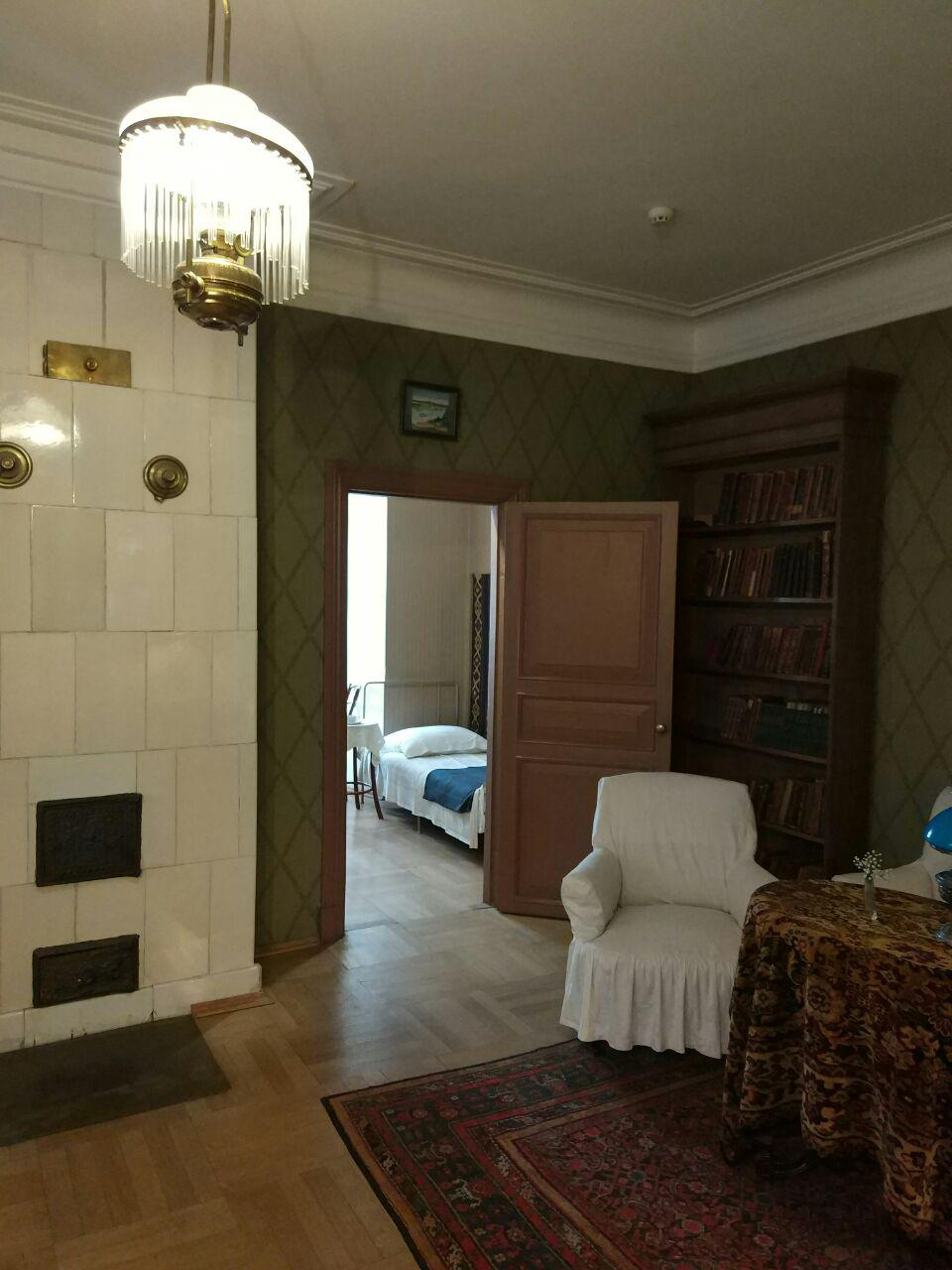
Кабинет А.П. Чехова, 2018 год
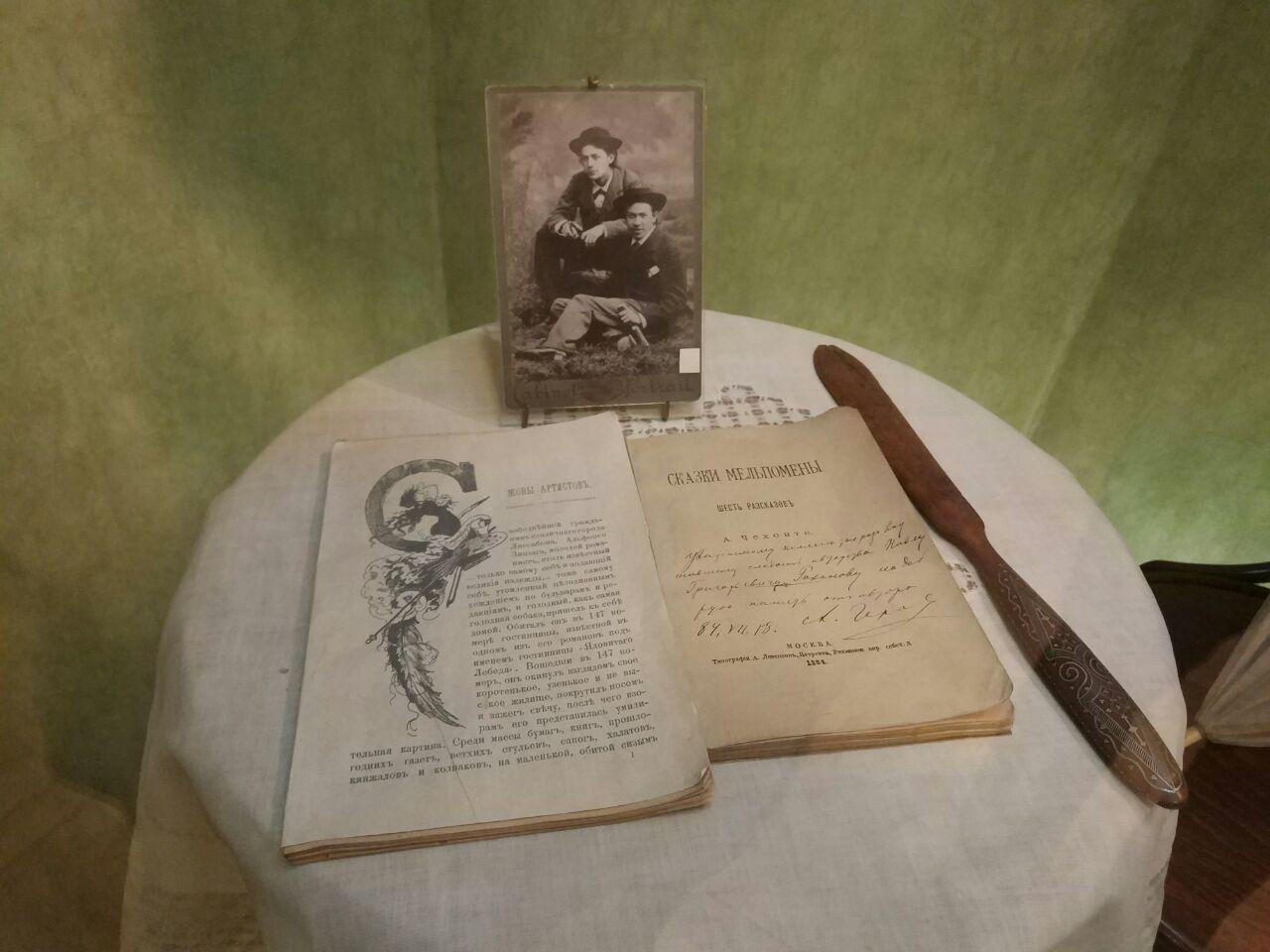
Экспозиция музея, 2018 год
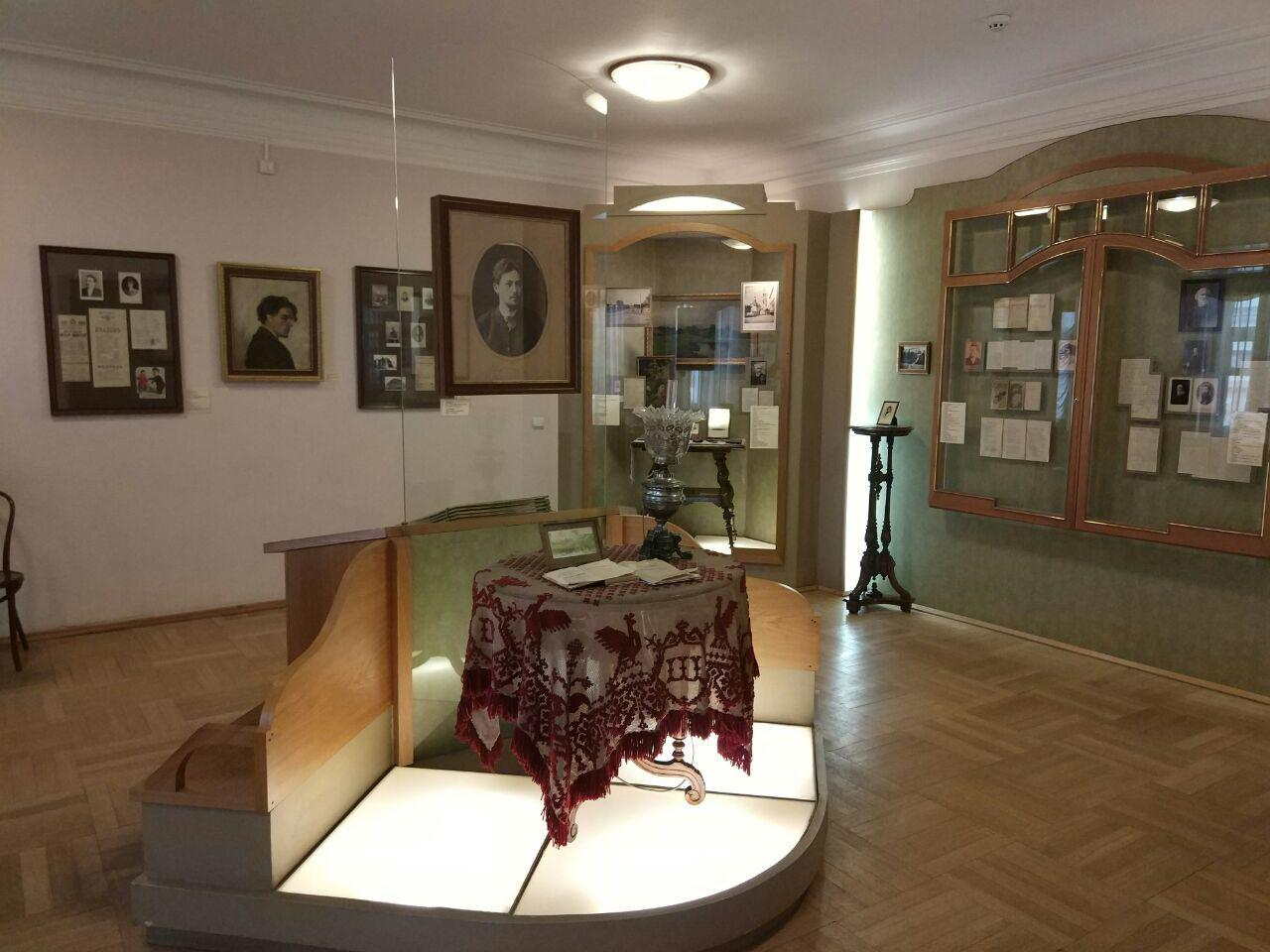
Интерьеры музея, 2018 год
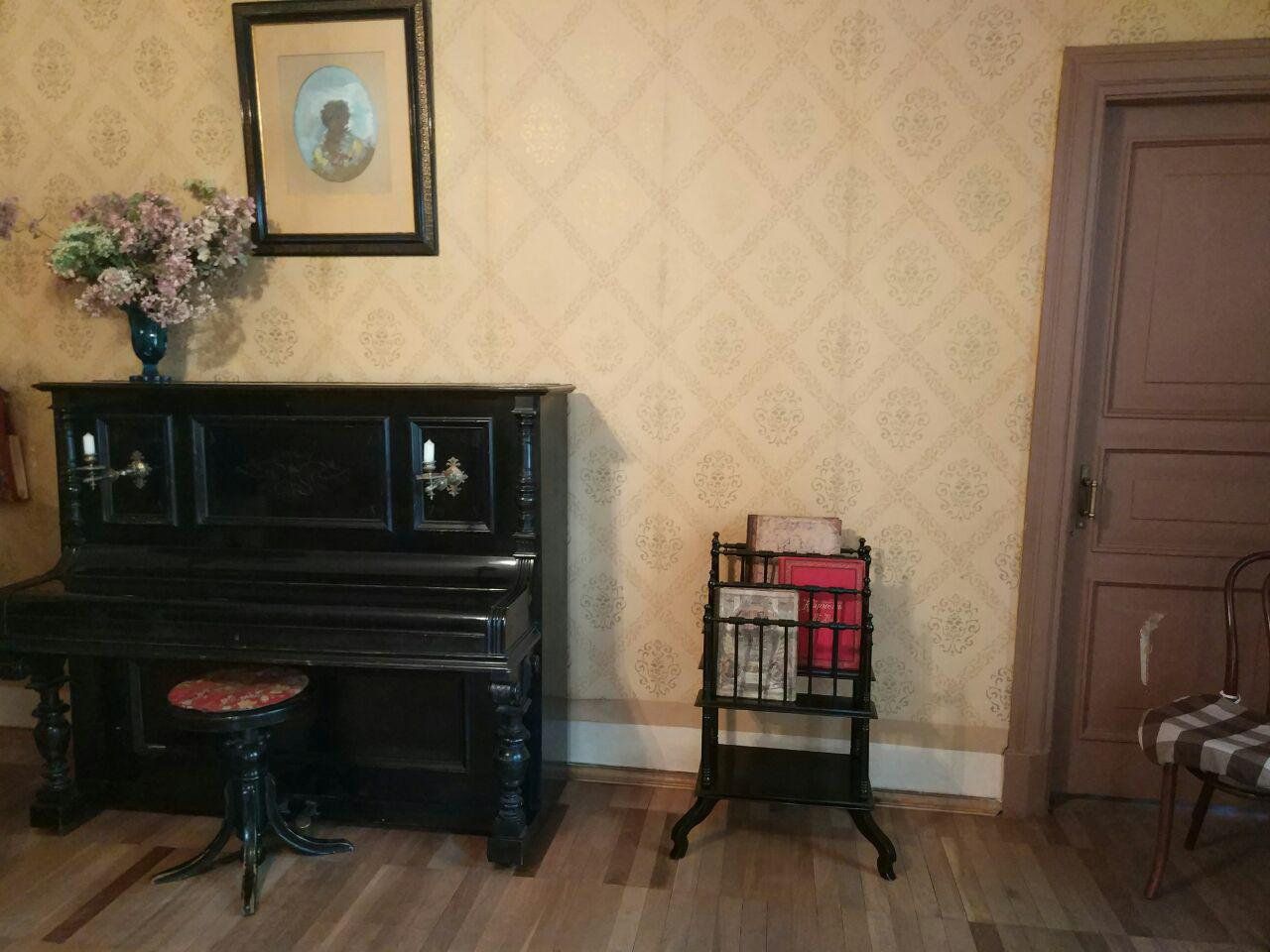
Интерьеры гостиной, 2018 год
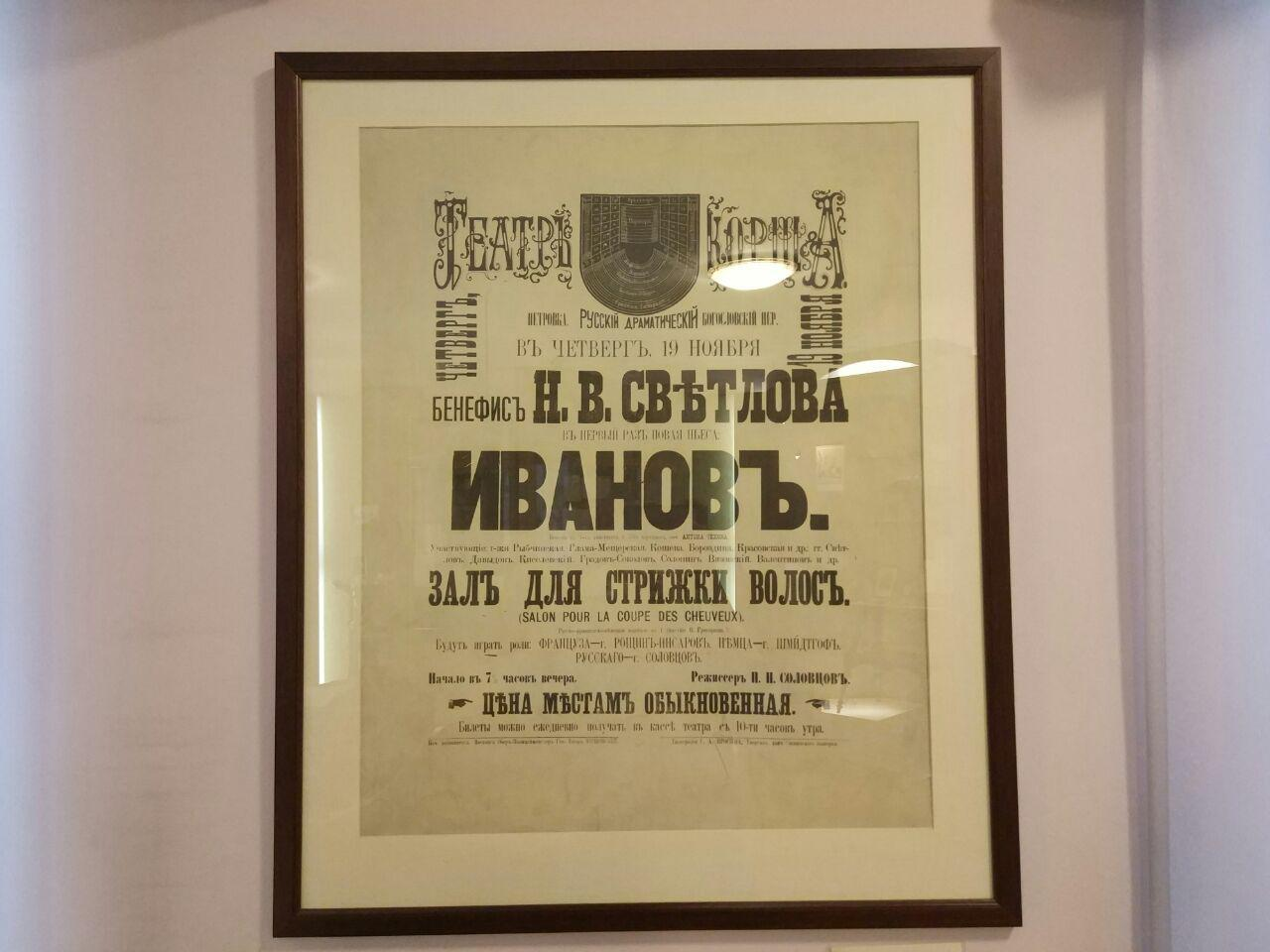
Афиша первой постановки пьесы «Иванов» в театре Ф.А. Корша в Москве, 19 ноября 1887
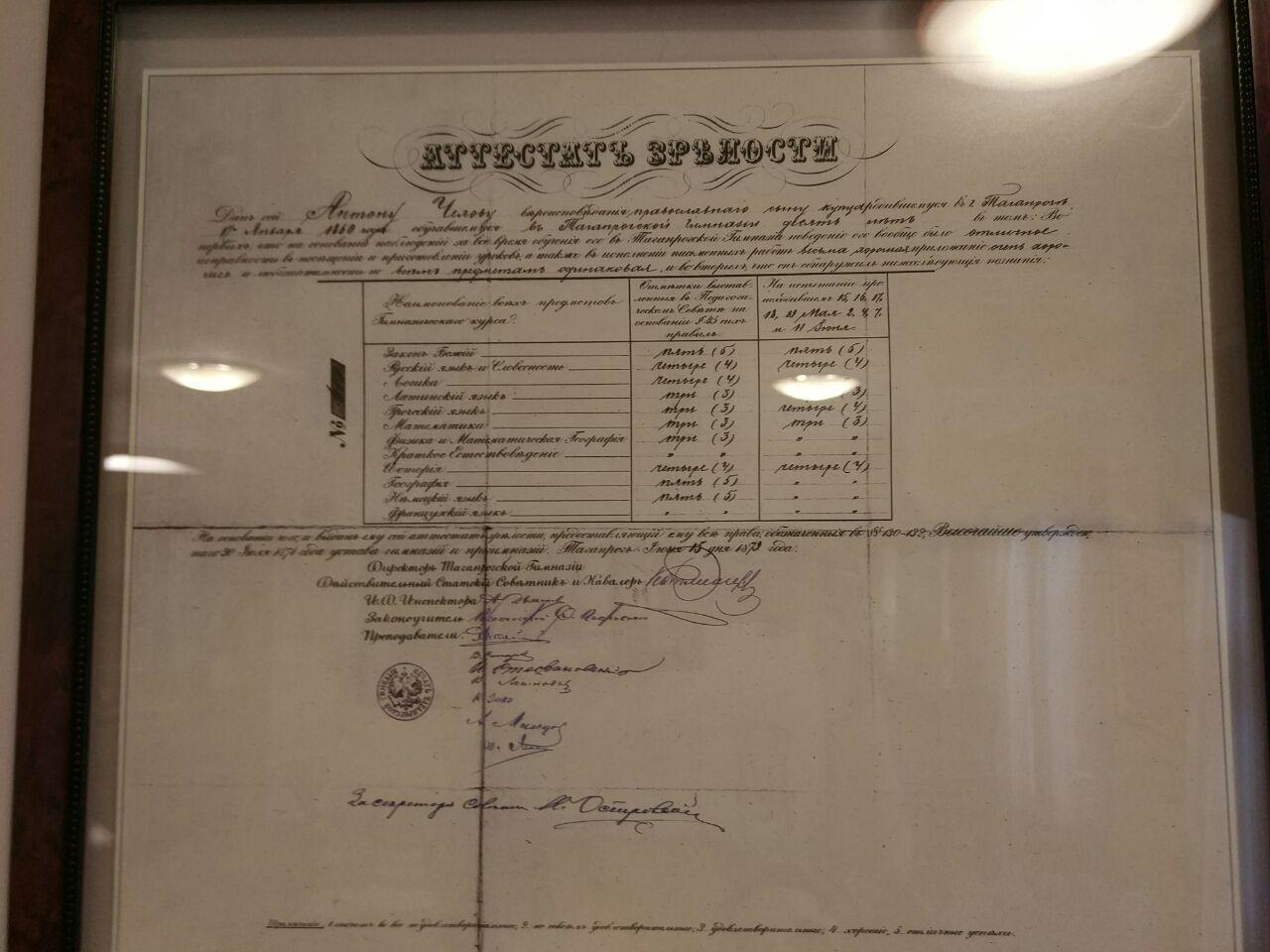
Аттестат зрелости Антона Чехова, 2018 год
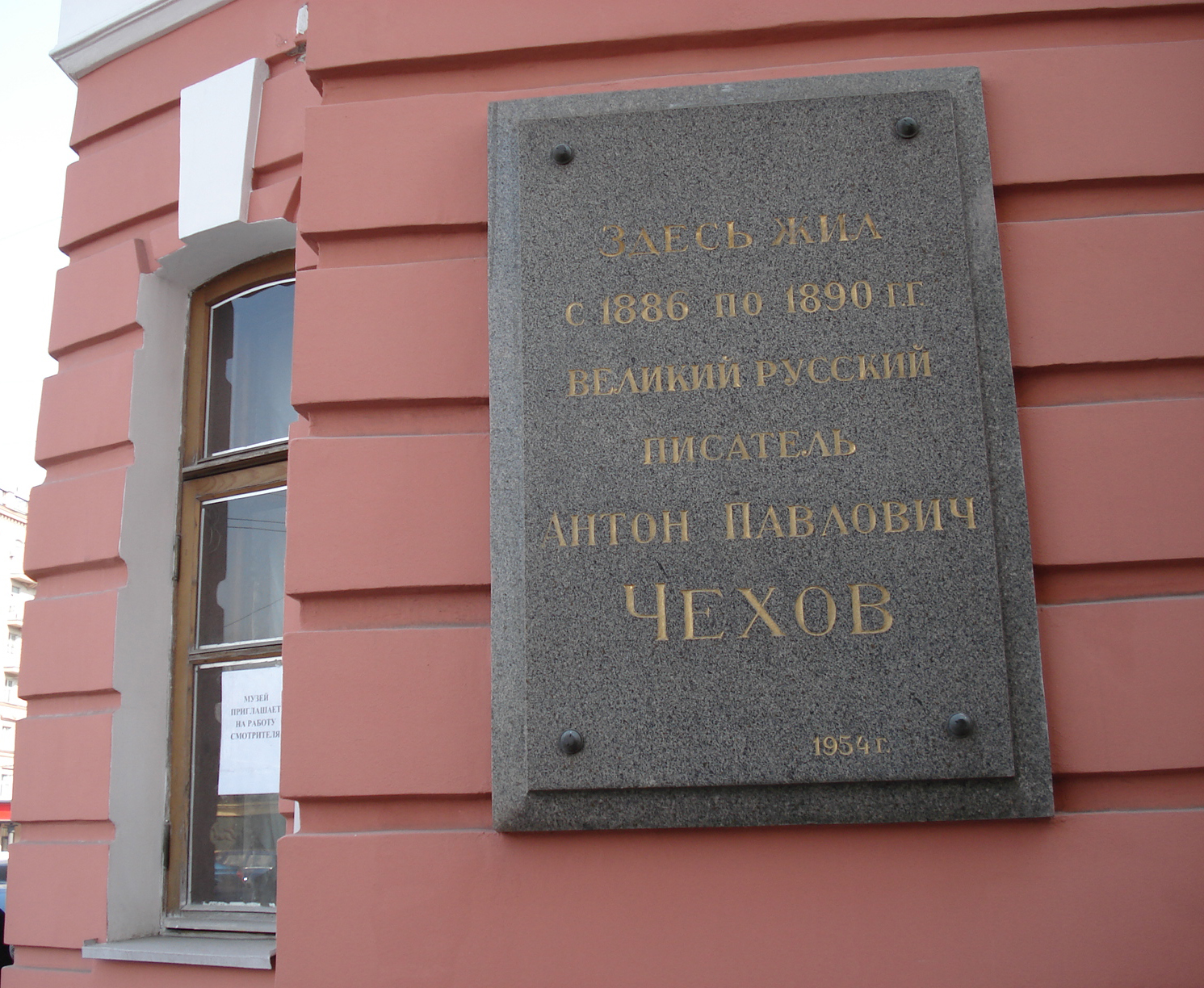
Мемориальная табличка у входа в музей, 2018 год
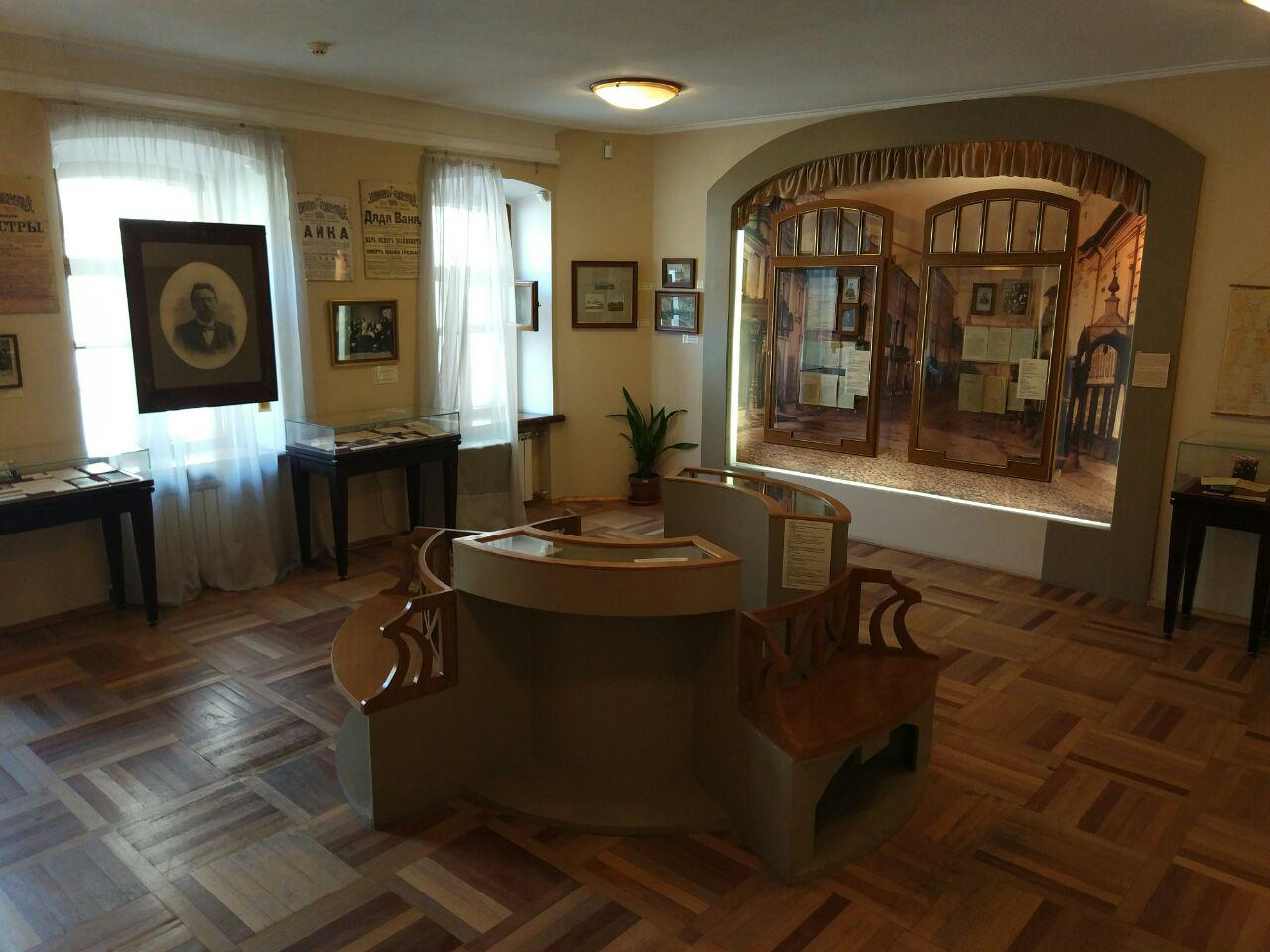
Интерьеры кабинета писателя, 2018 год
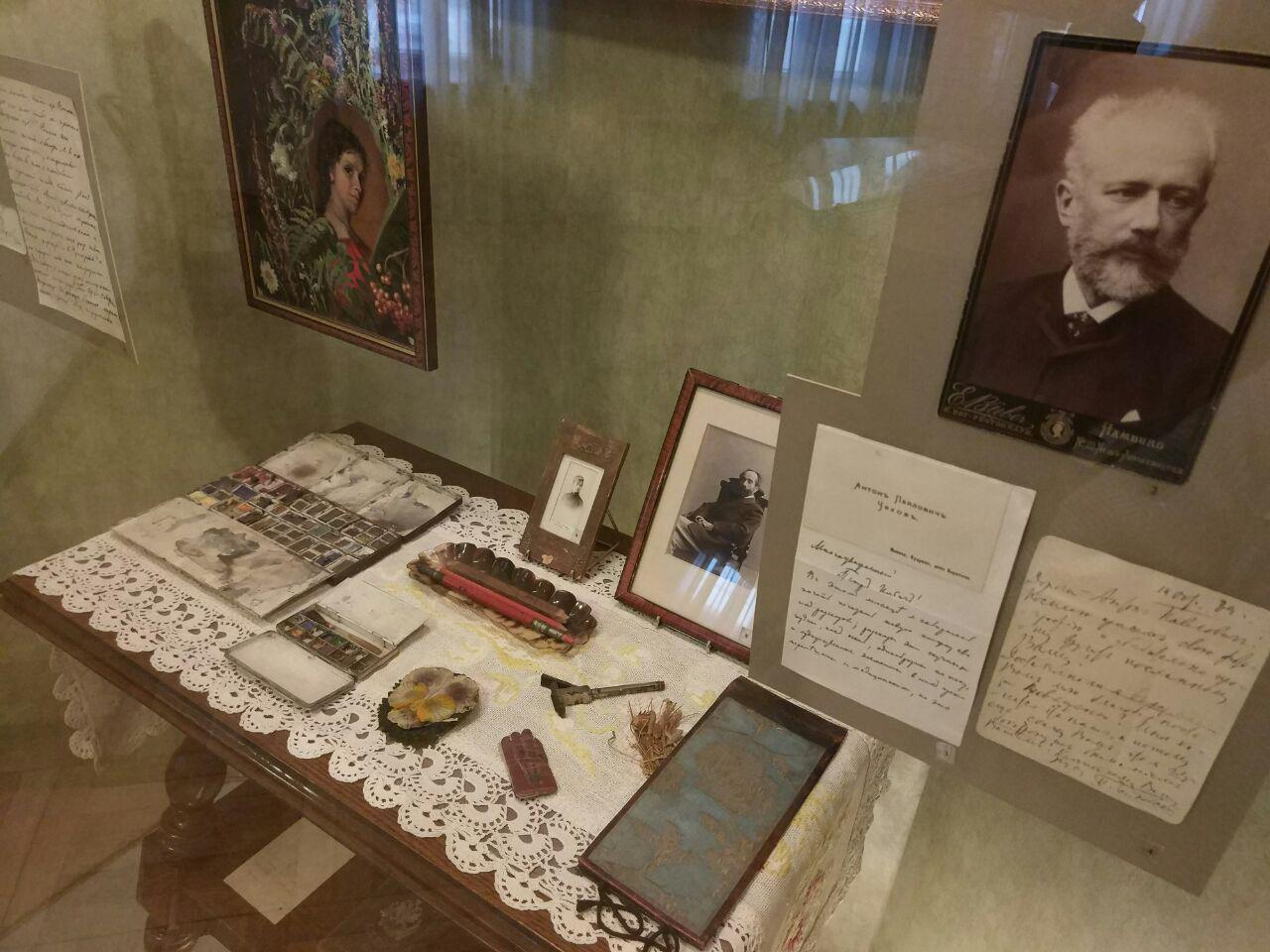
Экспозиция, 2018 год
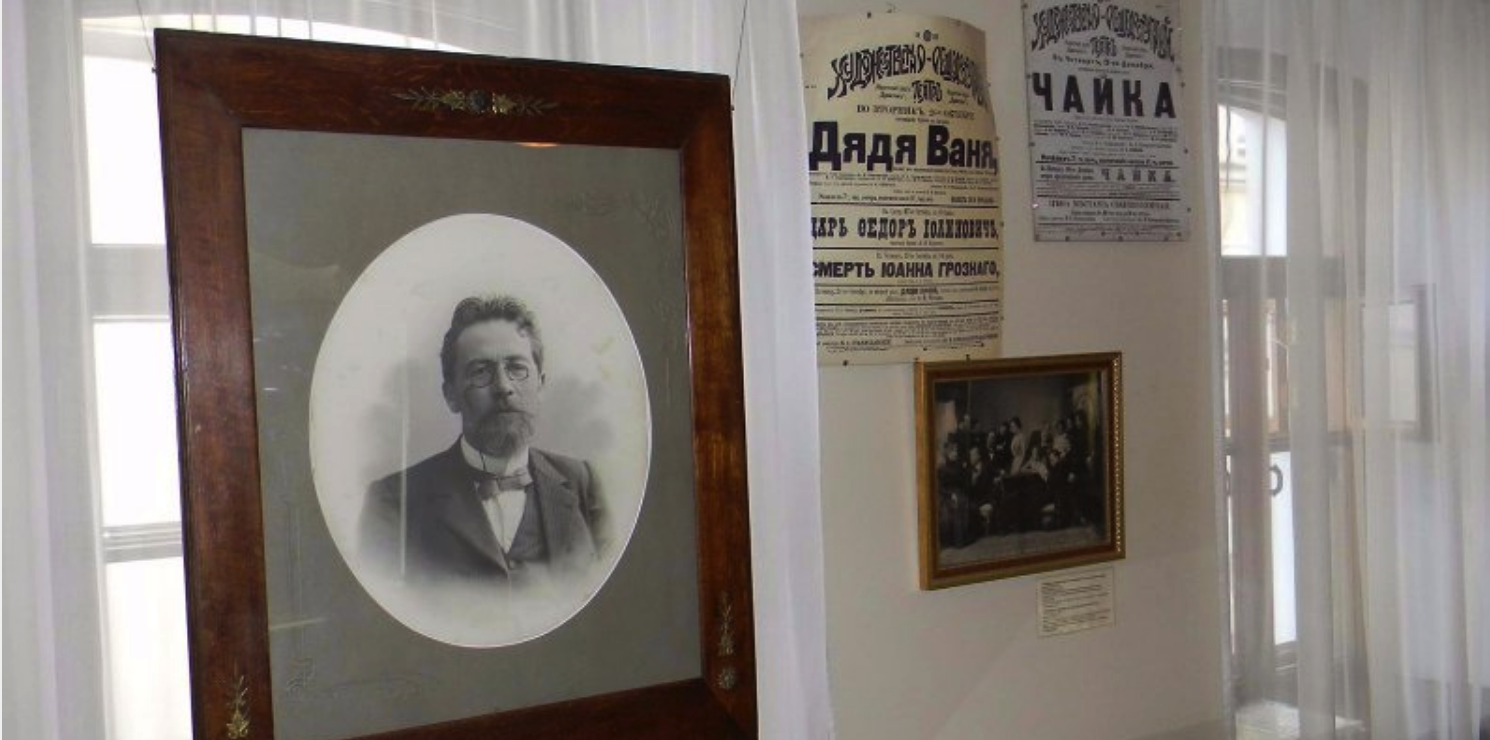
Экспозиция, 2018 год
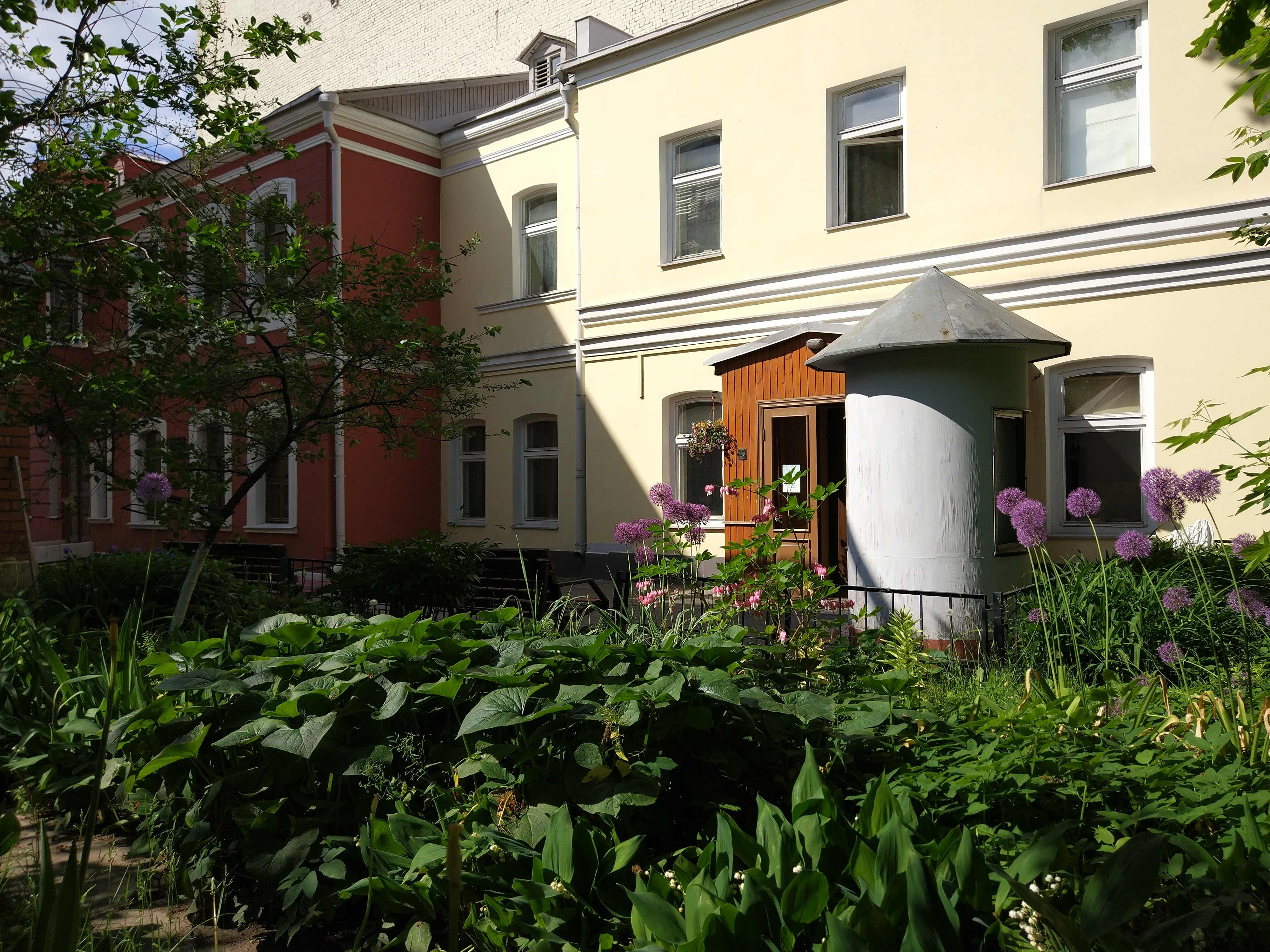
Двор музея, 2018 год